# Völkermord in Ruanda

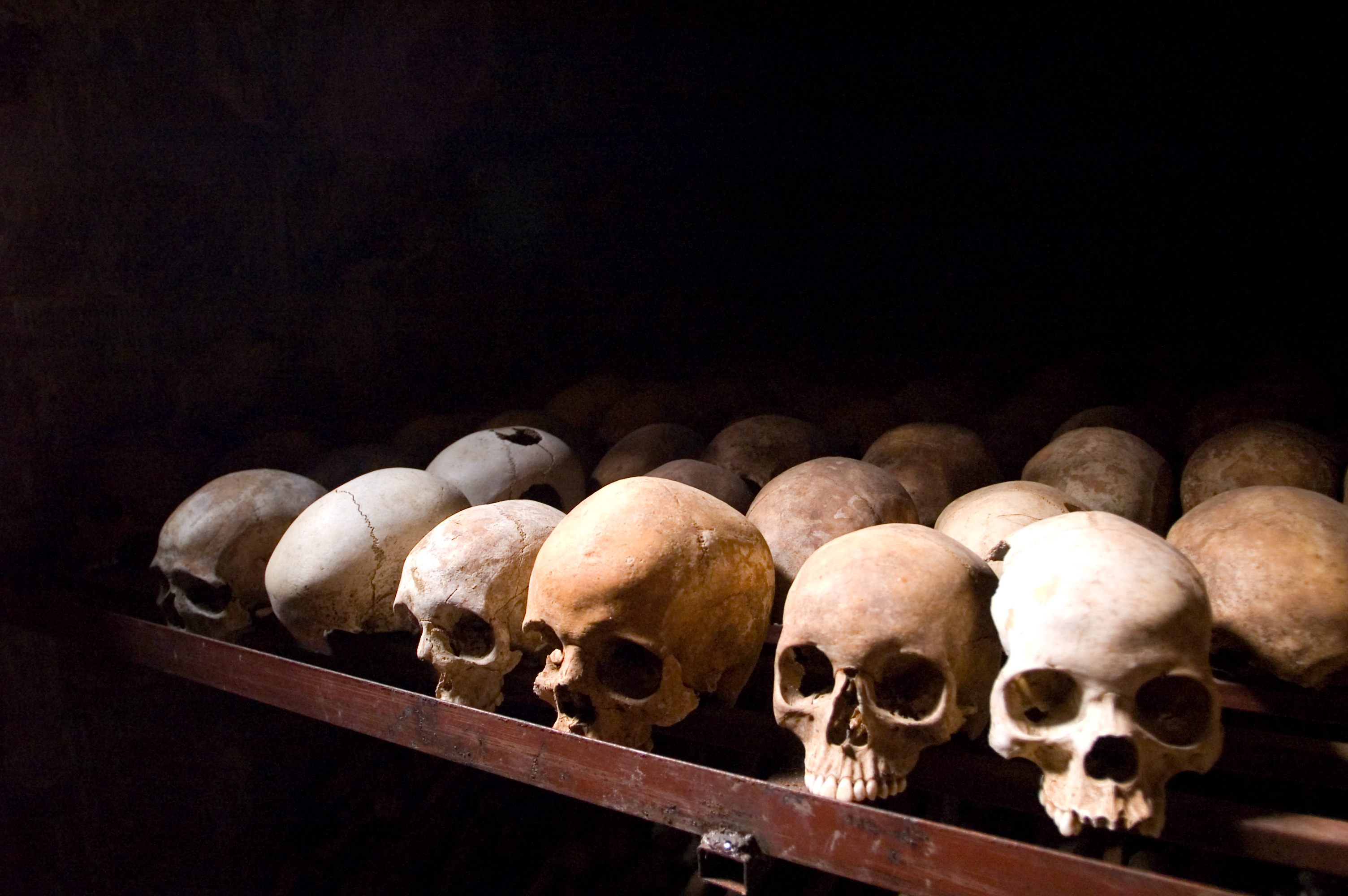
Schädel von Opfern des Völkermordes in der Gedenkstätte von Nyamata (2007)

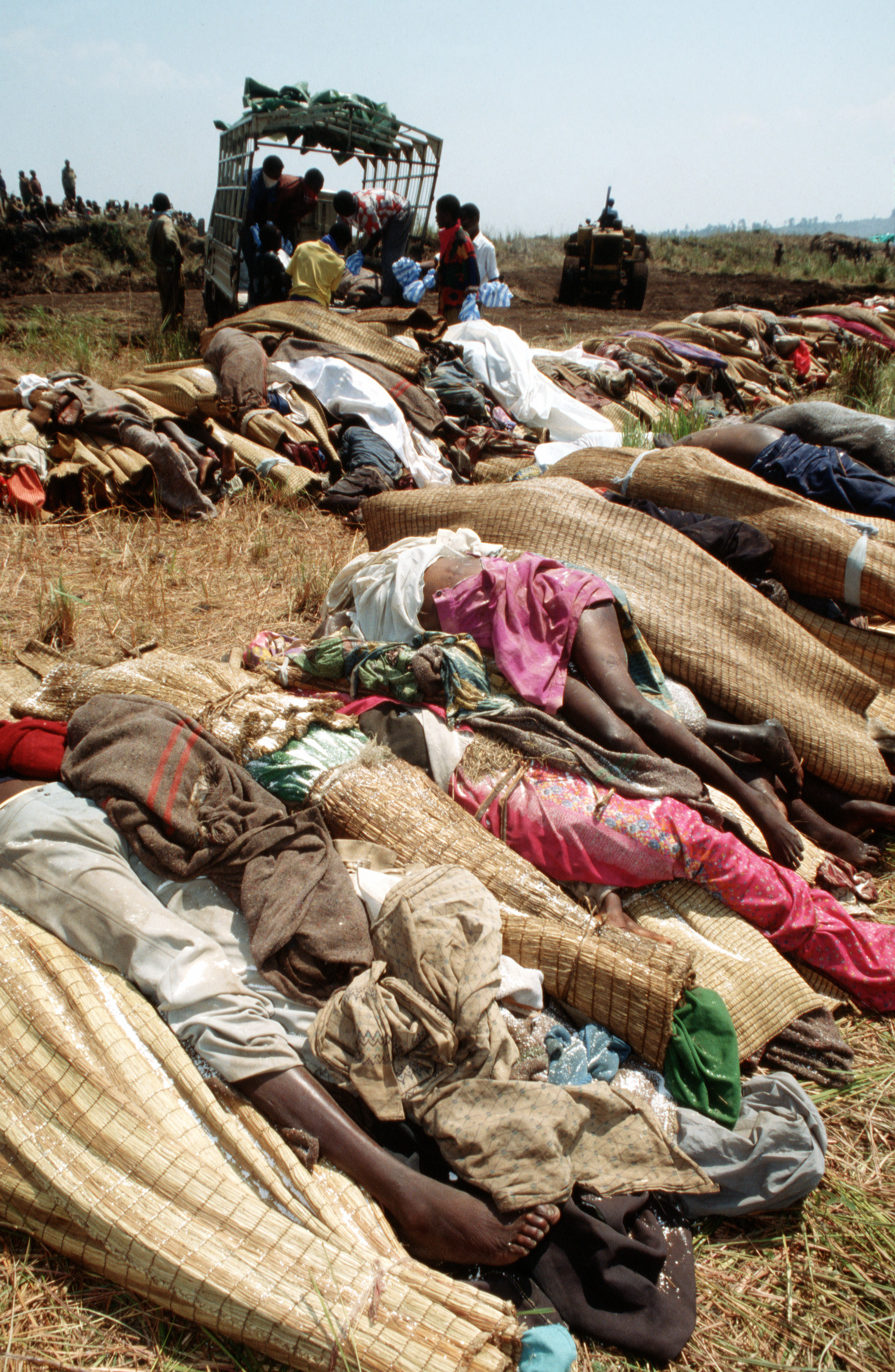
Leichen ruandischer Flüchtlinge (1. Oktober 1994)

Als Völkermord in Ruanda werden umfangreiche Gewalttaten in Ruanda bezeichnet, die am 7. April 1994 begannen und bis Mitte Juli 1994 andauerten. Sie kosteten circa 800.000 bis 1.000.000 Menschen das Leben, die niedrigsten Schätzungen gehen von mindestens 500.000 Toten aus. In annähernd 100 Tagen töteten Angehörige der Hutu-Mehrheit etwa 75 Prozent der in Ruanda lebenden Tutsi-Minderheit sowie Hutu, die sich am Völkermord nicht beteiligten oder sich aktiv dagegen einsetzten. Die Täter kamen aus den Reihen der ruandischen Armee, der Präsidentengarde, der Nationalpolizei (Gendarmerie) und der Verwaltung. Zudem spielten die Milizen der Impuzamugambi sowie vor allem der Interahamwe eine besonders aktive Rolle. Auch weite Teile der Hutu-Zivilbevölkerung beteiligten sich am Völkermord. Der Genozid ereignete sich im Kontext eines langjährigen Konflikts zwischen der damaligen ruandischen Regierung und der Rebellenbewegung Ruandische Patriotische Front (RPF).
Im Verlauf und im Nachgang der Ereignisse wurden die Vereinten Nationen (UN) und Staaten wie die USA, Großbritannien, und Belgien wegen ihrer Untätigkeit kritisiert. Dabei stand die Frage im Mittelpunkt, aus welchen Gründen eine frühzeitige humanitäre Intervention nicht erfolgte, beziehungsweise warum die vor Ort stationierten Friedenstruppen der Vereinten Nationen, die United Nations Assistance Mission for Rwanda (UNAMIR), bei Ausbruch der Gewalt nicht gestärkt, sondern verkleinert wurden. Gegen Frankreich wurde überdies der Vorwurf erhoben, sich an den Verbrechen beteiligt zu haben.
Der Völkermord in Ruanda erzeugte darüber hinaus erhebliche regionale Probleme. Nachdem die RPF die Hutu-Machthaber vertrieben, damit den Völkermord beendet und eine neue Regierung gebildet hatte, flohen im Sommer 1994 hunderttausende Hutu in den Osten von Zaire (heute Demokratische Republik Kongo). Unter den Flüchtlingen waren viele Täter, die anschließend zur Wiedereroberung Ruandas rüsteten. Die ruandische Armee nahm diese Aktivitäten mehrfach zum Anlass, im westlichen Nachbarland zu intervenieren.

## Vorgeschichte

### „Tutsi“ und „Hutu“ in vorkolonialer und kolonialer Zeit
Die ruandischen Staatsgrenzen waren bereits vor dem Auftreten der europäischen Kolonialmächte weitgehend gefestigt. Unter der Regentschaft von Kigeri Rwabugiri, der von 1853 bis 1895 in Ruanda als König herrschte, setzten sowohl begrenzte regionale Expansions- als auch staatliche Zentralisierungstendenzen ein. Vormals autonome kleinere Regionen im Westen und Norden wurden dem Herrschaftsgebiet Rwabugiris einverleibt, die staatliche Macht wurde zentralisiert. Außerdem begann innerhalb des Herrschaftsgebiets eine stärkere Differenzierung der Bevölkerungsgruppen. Dabei erlangten die überwiegend mit Viehzucht befassten Personen, „Tutsi“ genannt, zunehmend Macht über Ackerbauern, die als „Hutu“ bezeichnet wurden. Die Twa, eine dritte Gruppe, die als Jäger und Sammler lebten, spielten bei dieser Veränderung der Herrschaftsbeziehungen keine Rolle. Im Reich von Rwabugiri entwickelte sich der Begriff „Tutsi“ mehr und mehr zu einem Synonym für Angehörige der herrschenden Schicht eines sich herausbildenden Zentralstaats, während der Terminus „Hutu“ zum Namen für die Gruppe der Beherrschten wurde. Rwabugiri leitete Verwaltungsreformen ein, die zu einer Kluft zwischen der Hutu- und der Tutsi-Bevölkerung führten. Dazu gehörten uburetwa, ein System der Zwangsarbeit, das Hutus verrichten mussten, um wieder Zugang zu Land zu erlangen, das ihnen beschlagnahmt worden war, und ubuhake, bei dem Tutsi-Chefs Rinder an Hutu- oder Tutsi-Kunden im Austausch für wirtschaftliche und persönliche Dienstleistungen übergaben.
Mit Beginn ihrer Kolonialherrschaft (1899–1919) interpretierten die Deutschen die abgestuften Sozialbeziehungen in Ruanda auf der Basis der rassistischen, in Europa entwickelten Hamitentheorie. Sie gingen davon aus, die Tutsi seien vor Jahrhunderten in das Gebiet der Afrikanischen Großen Seen eingewanderte Niloten, die mit „kaukasischen“ und damit europäischen Völkern verwandt seien. Dies begründe ihre Herrschaft über die als weniger hochstehend wahrgenommenen „negriden“ Ethnien Zentralafrikas, zu denen in den Augen der Deutschen die Hutu gehörten. Die Kolonialherren banden die Tutsi als lokale Machtträger in das System ihrer indirekten Herrschaft ein.
Im Verlauf des Ersten Weltkriegs übernahmen die Belgier nach einer Reihe begrenzter Gefechte faktisch die Macht in Ruanda, noch bevor sie ihnen 1919 in der Pariser Friedenskonferenz offiziell zugestanden und Ruanda 1923 vom Völkerbund zum Mandatsgebiet Belgiens erklärt wurde. Die Belgier setzten die indirekte Herrschaft fort. Auch sie hielten die ungleiche Machtverteilung zwischen Hutu und Tutsi für das Ergebnis einer rassischen Überlegenheit der Tutsi.
Die neuen Kolonialherren führten ein System der Zwangsarbeit ein, mit dessen Hilfe sie das Land wirtschaftlich erschließen wollten. Sie individualisierten zudem die Ansprüche ihrer Macht gegenüber den Einzelnen, indem sie den Einfluss von Clans und Lineages durch Verwaltungsreformen zurückdrängten. Zu den folgenreichsten Administrativmaßnahmen der Belgier gehörte 1933/34 die Ausstellung von Ausweispapieren im Gefolge einer Volkszählung. Diese Dokumente fixierten die ethnische Zugehörigkeit jedes Einzelnen, war er nun Twa, Hutu oder Tutsi. Die ethnische Zuordnung aller Ruander war fortan in Verwaltungsregistern festgeschrieben. Die Unterscheidung der Menschen nach sozialem Status und wirtschaftlichen Aktivitäten wurde biologisiert und damit zu einer nach Rassen.
In der Zwischenkriegszeit förderte die katholische Kirche in ihren Missionsschulen die Tutsi stärker als die Hutu. Diese schulische Ausbildung bot den Tutsi die Perspektive, in die Landesverwaltung einzutreten, denn der Unterricht auf Französisch bereitete sie darauf vor. Nach dem Ende des Zweiten Weltkrieges wandelte sich das Selbstverständnis der Missionare. Sie verstanden sich zunehmend als Helfer und Sprachrohr der unterprivilegierten Hutu, nicht mehr als Förderer der Tutsi-Elite. Die Schulen boten verstärkt auch für Hutu den Zugang zu westlicher Bildung. Der entstehende Hutu-Klerus gehörte zur Elite der Hutu, die zunehmend ein Gegengewicht zur Tutsi-Herrschaft bildete und auf politische Teilhabe und Demokratisierung des Landes drängte.

### Hutu-Revolution und Hutu-Regime unter Grégoire Kayibanda
Angesichts der absehbaren Dekolonisation Ruandas radikalisierte sich die politische Debatte in den 1950er Jahren. Entlang der „ethnischen“ Grenzen bildeten sich politische Parteien. In ihren Gründungsdokumenten und Programmen forderten einerseits Tutsi-Parteien die Weiterführung der Tutsi-Monarchie, weil dies der Überlegenheit der Tutsi und der historischen Tradition Ruandas entspräche. Andererseits diffamierten extremistische Hutu-Politiker die bestehende Tutsi-Hegemonie als Herrschaft einer landfremden Rasse. Belgien begann in den 1950er Jahren damit, Hutu in die Verwaltung Ruandas einzubinden. Dies weckte Ängste der Tutsi vor einem baldigen Machtverlust, ohne zugleich weitergehende Ansprüche von Hutu zu befriedigen, die sich nach der alleinigen Macht oder zumindest nach dem entscheidenden Anteil der Machtausübung in Ruanda sehnten. Wenige Monate nach dem Tod von Mutara III. Rudahigwa, der seit 1931 als Monarch eingesetzt war, eskalierte ab November 1959 die Gewalt zwischen Hutu und Tutsi. Bevor die belgische Verwaltung die Ordnung wiederherstellen konnte, fielen den Gewalttaten mehrere Hundert Menschen zum Opfer.
Nach diesen Ereignissen ersetzten die Belgier die Hälfte aller Tutsi in der Verwaltung durch Hutu. Am deutlichsten kam der Wandel auf der Ebene der Bürgermeister zum Ausdruck. 210 der insgesamt 229 Bürgermeisterposten waren jetzt von Hutu besetzt. Sie ersetzten die im Zuge der Unruhen getöteten oder geflohenen früheren Tutsi-Bürgermeister. Die traditionell hierarchische Orientierung, die früher die Loyalität gegenüber der lokalen Tutsi-Elite sichergestellt hatte, half nun den neuen lokalen Hutu-Führern, die ihrerseits erfolgreich an die Zusammengehörigkeit der Hutu-Mehrheit appellierten. Diese Veränderungen waren die Basis für die Wahlsiege der Parmehutu (Parti du Mouvement et de l’Emancipation Bahutu) von 1960 und 1961, einer Hutu-Bewegung, die sich für die Abschaffung der Monarchie, für die Einführung republikanischer Verhältnisse, für die Unabhängigkeit Ruandas von Belgien und vor allem für das rasche Ende der Tutsi-Herrschaft starkmachte. Dieser Umbruch der politischen Verhältnisse ist in die Geschichte Ruandas als Hutu-Revolution eingegangen.
Bereits vor der Unabhängigkeit Ruandas im Juli 1962 flohen mehrere Zehntausend Tutsi in die Nachbarländer Ruandas. Grégoire Kayibanda festigte als Führer der Parmehutu die Herrschaft der Hutu, indem er selbst die Präsidentschaft des Landes übernahm und einen Einparteienstaat errichtete. Mehrfache und teilweise sehr weit ins Landesinnere Ruandas reichende Guerilla-Angriffe von Tutsi-Flüchtlingen wurden 1967 endgültig zurückgeschlagen. Zugleich richtete sich die staatliche Gewalt in jenen Jahren immer wieder gegen die in Ruanda verbliebenen Tutsi, denen Sympathien mit der Tutsi-Guerilla nachgesagt wurden. Sie führte zur Vertreibung der Tutsi aus bestimmten Landesteilen. Häufig war sie mit Angriffen auf Eigentum, Leib und Leben der Tutsi verbunden. Etwa 20.000 Tutsi verloren durch diese vom Staat geförderten oder tolerierten Angriffe ihr Leben, zirka 30.000 weitere flohen ins Ausland. Alle noch im Land lebenden Tutsi-Politiker wurden ermordet. Das Hutu-Regime machte seither die Bedrohung durch die Tutsi-Rebellen für alle wesentlichen innenpolitischen Probleme des Landes verantwortlich. Die Hutu konstruierten zugleich den in Krisensituationen stets reaktivierten Mythos eines langen, mutigen und erfolgreichen Kampfes gegen erbarmungslose Unterdrücker.

### Hutu und Tutsi bis Ende der 1980er Jahre
Im Oktober 1972 richtete sich erneut eine massive Welle der Gewalt gegen die ruandischen Tutsi. Präsident Kayibanda griff nicht ein, um seine Macht, die von extremistischen Hutu in Frage gestellt wurde, nicht zu gefährden – diese forderten im Angesicht ausgedehnter Massaker an Hutu im Nachbarland Burundi, bei denen rund 100.000 bis 150.000 Hutu umgebracht wurden, Vergeltungsmaßnahmen gegen Tutsi. Erst im Februar 1973 unterband der Präsident die Gewalttaten und zog damit die Aggressionen der extremistischen Hutu auf sich.

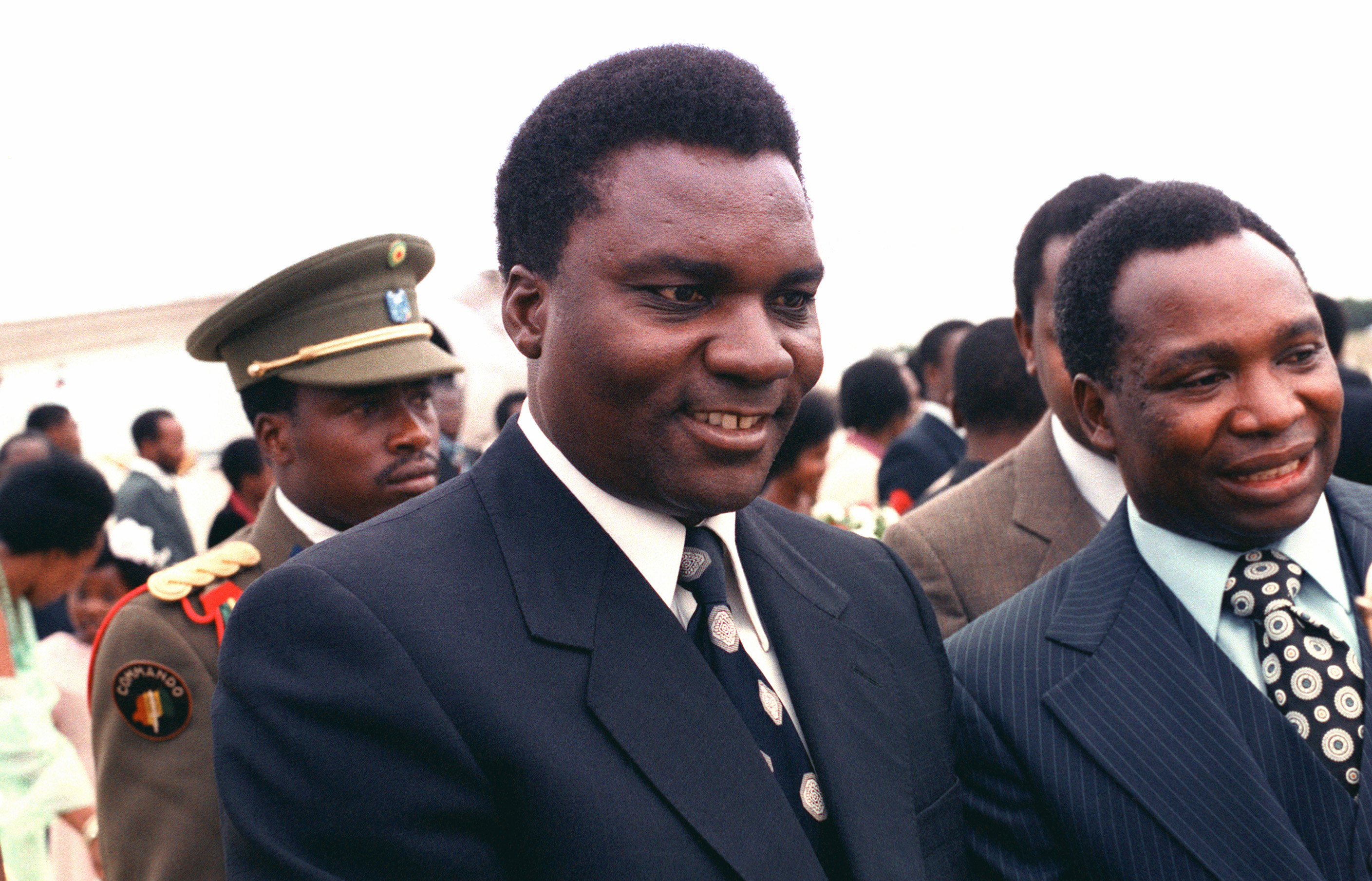
Habyarimana, 1980 bei einem Besuch in den Vereinigten Staaten

Im Streit zwischen gemäßigten und extremistischen Hutu-Gruppen ergriff Verteidigungsminister Juvénal Habyarimana die Initiative und übernahm am 5. Juli 1973 in einem Putsch die Macht. Habyarimana, einem Hutu aus dem Norden Ruandas, gelang es, die Konflikte zwischen Hutu und Tutsi zu unterbinden. Er verbot die Parmehutu und schuf stattdessen die auf ihn zugeschnittene Einheitspartei Mouvement républicain national pour le développement (MRND). Neben dieser Partei und dem Militär als Machtbasis setzten der neue Präsident und seine Ehefrau Agathe auf Clan- und Verwandtschaftsbeziehungen zur Absicherung der Herrschaft. Die entscheidenden Posten vor allem in der Armee blieben Personen seines Herkunftsgebiets im Nordwesten Ruandas vorbehalten. Diese Machtgruppe wird als akazu (Kleines Haus) bezeichnet. Trotz vordergründiger Befürwortung von Chancengleichheit beschränkten die offiziellen Stellen für Tutsi den Zugang zu Bildung und Arbeitsplätzen sowie zur politischen Macht.
Zunächst war die Wirtschaftspolitik des neuen Präsidenten erfolgreich. Der wirtschaftliche Aufschwung hielt jedoch nicht lange an. Mitte der 1980er Jahre geriet Ruanda in eine Staatskrise. Die Wirtschaft des Landes litt unter dem rasanten Verfall des Kaffeepreises – 75 Prozent aller Exporte basierten auf der Kaffeeproduktion. Verschärfend wirkten das durch die verbesserte medizinische Versorgung beschleunigte Bevölkerungswachstum und die damit verbundene zunehmende Knappheit an Landressourcen. Der Mangel an industriellen Arbeitsplätzen – mehr als 90 Prozent der Menschen lebten von Landbau – sorgte für eine Zuspitzung der Wirtschaftskrise. Ruanda war gezwungen, Strukturanpassungsprogramme zu akzeptieren und damit drastische Sparmaßnahmen einzuführen, die unter anderem das Ende der unentgeltlichen Schulbildung und kostenfreier medizinischer Versorgung bewirkten. Die Abwertung der Landeswährung verteuerte zudem viele Importprodukte, zu denen vor allem auch Nahrungsmittel zählten. Insbesondere unter arbeitslosen Jugendlichen und jungen Erwachsenen breitete sich angesichts dieser Umstände zunehmend ein Gefühl der Nutz- und Perspektivlosigkeit aus.

### Bürgerkrieg und blockierte Demokratisierung

Ruanda und seine Präfekturen zur Zeit des Genozids. Seit Anfang 2006 gliedert sich das Land in fünf Provinzen.

Die Staatskrise untergrub die Autorität Habyarimanas. Sie führte zur Bildung oppositioneller Gruppen, die den Kurs des Präsidenten kritisierten. Diese Gruppen, die insbesondere in den südlichen Landesteilen Rückhalt hatten, forderten eine Demokratisierung. Die Monopolisierung der Macht durch Vertraute Habyarimanas aus seiner Heimatregion sollte ein Ende haben. Das Ausland unterstützte diese Forderungen. Insbesondere die westlichen Geberländer sahen nach dem Ende des Kalten Krieges Chancen zur Überwindung undemokratischer Verhältnisse in Afrika. Neben der Forderung nach Demokratisierung übte der internationale Appell, das mittlerweile 30 Jahre alte Flüchtlingsproblem zu lösen, Druck auf den Personenkreis um Habyarimana aus. Der Präsident hatte es seit seinem Machtantritt unter Verweis auf die Landknappheit abgelehnt, die Tutsi-Flüchtlinge wieder in Ruanda anzusiedeln. Schätzungen besagen, dass Anfang der 1990er Jahre zirka 600.000 Tutsi als Flüchtlinge im Ausland lebten. Einen weiteren Faktor für die Loyalitätskrise der Staatsmacht stellten Gerüchte über eine bevorstehende, erneute Invasion von Tutsi-Rebellen dar, die in Uganda aufgewachsen waren.
Habyarimana kündigte in dieser Situation Anfang Juli 1990 politische Reformen an. Umgesetzt wurden diese Vorhaben zunächst nicht, denn die politische Auseinandersetzung verwandelte sich in eine militärische – am 1. Oktober 1990 begann von Uganda aus der Angriff der Tutsi-Rebellenarmee Ruandische Patriotische Front (RPF). Mit diesem Feldzug begann ein Bürgerkrieg, der erst mit dem militärischen Sieg der RPF im Juli 1994 enden sollte. Habyarimana bat Belgien, Frankreich und Zaire um militärische Unterstützung. Die jeweiligen Regierungen entsprachen diesem Wunsch. Die gewährte Hilfe versetzte die Regierungsarmee Ruandas in die Lage, den ersten Angriff der RPF zurückzuschlagen. Die belgischen Truppen verließen daraufhin das Land, die Einheiten Zaires mussten abziehen, weil sie plünderten, die französischen Militärs blieben jedoch im Land und stärkten die Kapazitäten Habyarimanas. Mit französischer Hilfe wuchs die Armee Ruandas von 5.200 Mann im Jahr 1990 auf zirka 35.000 Mann im Jahr 1993. Französische Offiziere engagierten sich in der Ausbildung der ruandischen Armeeangehörigen. Gleichzeitig wurde die Ausstattung mit Kriegswaffen, insbesondere Kleinwaffen, wiederum vor allem mit französischer Unterstützung, erheblich ausgebaut. Ruanda war in den Jahren von 1992 bis 1994 der drittgrößte Waffenimporteur der Subsahara-Region.
Der Präsident und seine politischen Vertrauten blockierten insgeheim die Demokratisierung, auf die sie sich scheinbar einließen. Journalisten, die die Staatsspitze kritisierten, wurden verfolgt. Die Personengruppe um Habyarimana förderte Radiostationen und Zeitungen, die aggressiv gegen die Opposition und gegen die Tutsi hetzten. Zu einer Machtteilung mit den entstehenden neuen Parteien per Koalitionsregierung war Habyarimanas MRND erst im April 1992 bereit. Zu den neuen Parteien gehörte zudem eine, die bereit war, die bestehende Herrschaft der Hutu mit radikalen Mitteln zu verteidigen. Die Coalition pour la Défense de la République (CDR), gegründet von Personen aus dem Umkreis des Präsidenten, plädierte für eine Vertreibung der Tutsi und baute ab 1992 die Miliz Impuzamugambi auf. Die Präsidentenpartei MRND organisierte im selben Jahr die Interahamwe. Von Oktober 1990 bis April 1994 wurden Tutsi und Hutu-Oppositionelle immer wieder Opfer von Gewalt und Massakern, die als Rache für militärische Erfolge der RPF deklariert wurden. Die Behörden förderten diese Gewaltakte oder nahmen sie hin. Die Täter wurden nie bestraft. Diese Menschenrechtsverletzungen, bei denen etwa 2000 Tutsi und etliche Hutu getötet wurden, gelten als Vorläufer des Völkermords.
Trotz der Niederlage der RPF Ende Oktober 1990 blieb die Rebellenarmee ein entscheidender Faktor in der ruandischen Politik der kommenden Jahre. Paul Kagame vergrößerte und reorganisierte die Truppe. Immer wieder gelangen ihr militärische Überfälle und Besetzungen von Landesteilen in der Nähe der ugandischen Grenze. Die Feldzüge und Okkupationen erzeugten ein massives innerruandisches Flüchtlingsproblem. Ende der 1980er Jahre lag diese Zahl der Binnenflüchtlinge bei zirka 80.000, 1992 belief sie sich auf etwa 350.000, nach der RPF-Februaroffensive von 1993 stieg sie auf etwa 950.000 an. Zwischenzeitlich erreichte Waffenstillstandsvereinbarungen blieben brüchig.
1992 gelang der RPF die Ausweitung ihrer Einflusszone. Sie beherrschte jetzt die nördliche Präfektur Byumba, die als „Brotkorb“ Ruandas galt. Dieser Erfolg zwang die ruandische Regierung dazu, ab Mitte 1992 in den Friedensprozess von Arusha einzutreten, der die Befriedung des Landes versprach. Die Verhandlungen in der tansanischen Stadt stockten, wurden unterbrochen oder durch zwischenzeitlich wieder aufgenommene Kampfhandlungen unterlaufen. Im Kern ging es bei den Verhandlungen in Arusha um die Frage der Rückkehr der ruandischen Flüchtlinge und die Rückführung ihres früheren Eigentums, um die Frage der Machtteilung zwischen der MRND, den anderen ruandischen Parteien und der RPF, um die Demobilisierung der Armeen und ihre Synthese zu einem gemeinsamen Militärapparat sowie um die Einsetzung einer UN-Friedenstruppe zur Absicherung der Verhandlungsergebnisse. Obwohl in Arusha zwischen August 1992 und August 1993 insgesamt vier Abkommen unterzeichnet wurden und obgleich am 4. August 1993 schließlich der Friedensvertrag von Arusha paraphiert wurde, opponierten große Teile der MRND und die gesamte CDR gegen die Übereinkunft.

### „Hutu-Power“
Dem Personenkreis um Habyarimana war es 1993 gelungen, die wichtigsten Oppositionsparteien zu spalten. Moderaten Hutu-Führern standen nun Vertreter der sogenannten „Hutu-Power“ gegenüber. Diese lehnten jedes Zugeständnis an die RPF und damit vor allem jede Beteiligung der Tutsi an politischer und militärischer Macht ab. Absicht war, mit der „Hutu-Power“-Bewegung die entstandenen neuen Loyalitäten gegenüber den Parteien abzulösen durch ein überparteiliches Bekenntnis zur Sache der Hutu, die angeblich durch die Tutsi bedroht sei. Personen aus dem Umfeld des Präsidenten organisierten diese Bewegung mit dem Endziel, einen Staat ohne Tutsi und ohne oppositionelle Hutu etablieren zu können. Die Existenz dieser Sammlungsbewegung wurde am 23. Oktober 1993 auf einer parteiübergreifenden Versammlung in Gitarama bekannt gegeben.
Der rasche Bedeutungszuwachs der „Hutu-Power“ wurde durch zwei Ereignisse wesentlich beeinflusst. Zum einen demonstrierte die RPF im Februar 1993 ihre deutliche militärische Überlegenheit über die Regierungstruppen, als es ihr gelang, bis wenige Kilometer vor Kigali vorzustoßen. Allein die Mobilisierung weiterer französischer Fallschirmjäger und erheblicher internationaler Druck auf die Führung der RPF stoppte ihren Vormarsch auf die ruandische Hauptstadt. Dieser Angriff erzeugte unter den Hutu Furcht vor dem militärischen Potenzial der Rebellen. Zum anderen ermordeten in Burundi Tutsi-Armeeangehörige am 21. Oktober 1993 den burundischen Präsidenten Melchior Ndadaye, einen Hutu. Dieses Ereignis löste in Burundi einen Bürgerkrieg aus. Unter den gemäßigten ruandischen Hutu stieg die Skepsis in Bezug auf eine friedliche Kooperation mit der RPF, Hutu-Hardliner sahen im Mord an Ndadaye den Beweis für ein erbarmungsloses Machtstreben der Tutsi im gesamten Gebiet der Afrikanischen Großen Seen. Die Spaltung der Parteien in moderate und extremistische Flügel ermöglichte es Habyarimana darüber hinaus, die Umsetzung des Arusha-Friedensabkommens hinauszuzögern – den auseinanderstrebenden Parteifraktionen gelang es nicht, sich über die personelle Besetzung der Ministerposten zu einigen.

### Vorbereitung des Genozids
Zur Vorbereitung des Völkermordes gehörte die Entwicklung und Verbreitung einer Ideologie, die auf Vernichtung der Tutsi abzielte und jedes Zusammenleben mit ihnen als Verrat an den Hutu denunzierte. Seit 1990 verbreitete die Zeitung Kangura unablässig entsprechende Aufforderungen. Die Publikation der sogenannten „Zehn Gebote der Hutu“ war eine der prägnantesten rassistischen Äußerungen dieses Presseorgans. Zwei dieser zehn Gebote richteten sich speziell gegen Tutsi-Frauen.
Léon Mugesera, ein Anführer der MRND, rief als erster führender Politiker öffentlich in einer Ansprache am 22. November 1992 zur Ermordung der Tutsi und oppositioneller Hutu auf. Er wurde daraufhin wegen Volksverhetzung angeklagt und flüchtete 1993 nach Kanada.
Noch wichtiger war die Verbreitung solcher Botschaften über das Radio – Ruanda hatte eine Analphabetenquote von über 40 Prozent. Die Machtgruppe um Präsident Habyarimana nahm am 8. August 1993 den Sendebetrieb des Propaganda-Senders Radio-Télévision Libre des Mille Collines (RTLM) auf. Zu den insgesamt acht Moderatoren dieser Radiostation gehörte Georges Ruggiu, ein Belgier, der unter anderem Belgien und das belgische Blauhelm-Kontingent scharf angriff. Der Sender erfreute sich wegen seines lockeren Stils, aufgrund der Interaktion durch Anrufe von und Interviews mit Hörern sowie wegen der offenbar ansprechenden Musikauswahl rasch großer Beliebtheit. Auch nutzte er – obwohl offiziell ein Konkurrenzmedium – Ressourcen des staatlichen Senders und des Präsidentenpalastes. Zur Ausweitung der Hörerschaft teilte die Regierung kostenlos Radioapparate an lokale Behörden aus.
In den Jahren zwischen 1990 und 1994 entwickelte sich eine Rhetorik gegen die Tutsi, die die Verfolgung und Vernichtung dieser Gruppe vorbereitete. Diese Rhetorik prägte die Aufrufe zur Gewalt in den Tagen des Völkermords. Einer ihrer zentralen Aspekte war die Technik des Verdrehens. In spiegelbildlichen Anschuldigungen warf die extremistische Hutu-Propaganda den Tutsi vor, sie planten die Vernichtung der Hutu. Ein kollektiver Präventivschlag der angeblich Bedrohten sei darum unvermeidlich. In diesem Zusammenhang spielten erfundene Meldungen über bestialische Gewalttaten an Hutu eine wichtige Rolle. Ein weiteres Element war die Ausgrenzung der Tutsi aus der Gemeinschaft der Ruander. Allein das Mehrheitsvolk der Hutu sei zur Herrschaft berechtigt. Konkurrierende Machtansprüche der Tutsi seien undemokratisch, weil diese nur nach der Refeudalisierung des Landes trachteten. Ein drittes Kennzeichen der Anti-Tutsi-Propaganda war die Entmenschlichung der Tutsi. Die Propaganda bezeichnete sie als Kakerlaken, Schlangen, Gewürm, Stechmücken, Affen etc., die es zu töten gelte. Schließlich zeichneten sich die verbalen Angriffe auf die Tutsi durch den Rückgriff auf die Sprache der Landwirtschaft aus. Die Hutu wurden aufgefordert, große Bäume und Buschwerk zu fällen – Chiffren für Tutsi. Junge Triebe – gemeint waren Kinder – dürften dabei keinesfalls geschont werden. Diese verkleideten Aufrufe zum Töten erinnerten die Adressaten an ihre Pflicht zur umuganda, zur gemeinschaftlichen und gemeinnützigen Arbeit.
Zur Vorbereitung des Angriffs auf die Tutsi gehörten ferner die Entwicklung und Umsetzung von Programmen zur Rekrutierung und Ausbildung von Milizen und Einheiten der „zivilen Selbstverteidigung“. Die herangezogenen Männer sollten von Ortspolizisten und ehemaligen Soldaten der Regierungsarmee im Kampf gegen den „Feind“ angeleitet werden. In den ersten Monaten des Jahres 1992 entwarf Oberst Théoneste Bagosora, ein führender Planer im Verteidigungsministerium, ein entsprechendes Programm der „zivilen Selbstverteidigung“. Listen mit potenziellen Milizenführern wurden angefertigt. Zugleich erstellten extremistische Hutu 1993 und 1994 Todeslisten, die die Namen von Tutsi und oppositionellen Hutu enthielten. Auf diesen Listen befanden sich zirka 1500 Namen.
Soldaten und politische Führer gaben gemäß diesen Planungen 1993 und Anfang 1994 in erheblichem Umfang Schusswaffen an die Bevölkerung aus. Weil diese Verteilung kostspielig war, entschloss sich die Machtgruppe um Habyarimana zum Kauf von Macheten. Die Zahl dieser in den Wochen vor dem Völkermord nach Ruanda importierten Werkzeuge reichte aus, landesweit jeden dritten erwachsenen Hutu damit auszustatten. Als landwirtschaftliche Werkzeuge waren Macheten in Ruanda seit Jahrzehnten in Gebrauch und weit verbreitet. Eine Erhebung aus dem Jahr 1984 zeigte, dass 83 Prozent aller ländlichen Haushalte Ruandas eine oder mehrere Macheten besaßen. Ein Bericht der Menschenrechtsorganisation Human Rights Watch legte im Januar 1994 offen, dass darüber hinaus in erheblichem Umfang Kriegswaffenlieferungen nach Ruanda gingen.

## Genozid

### Initialzündung

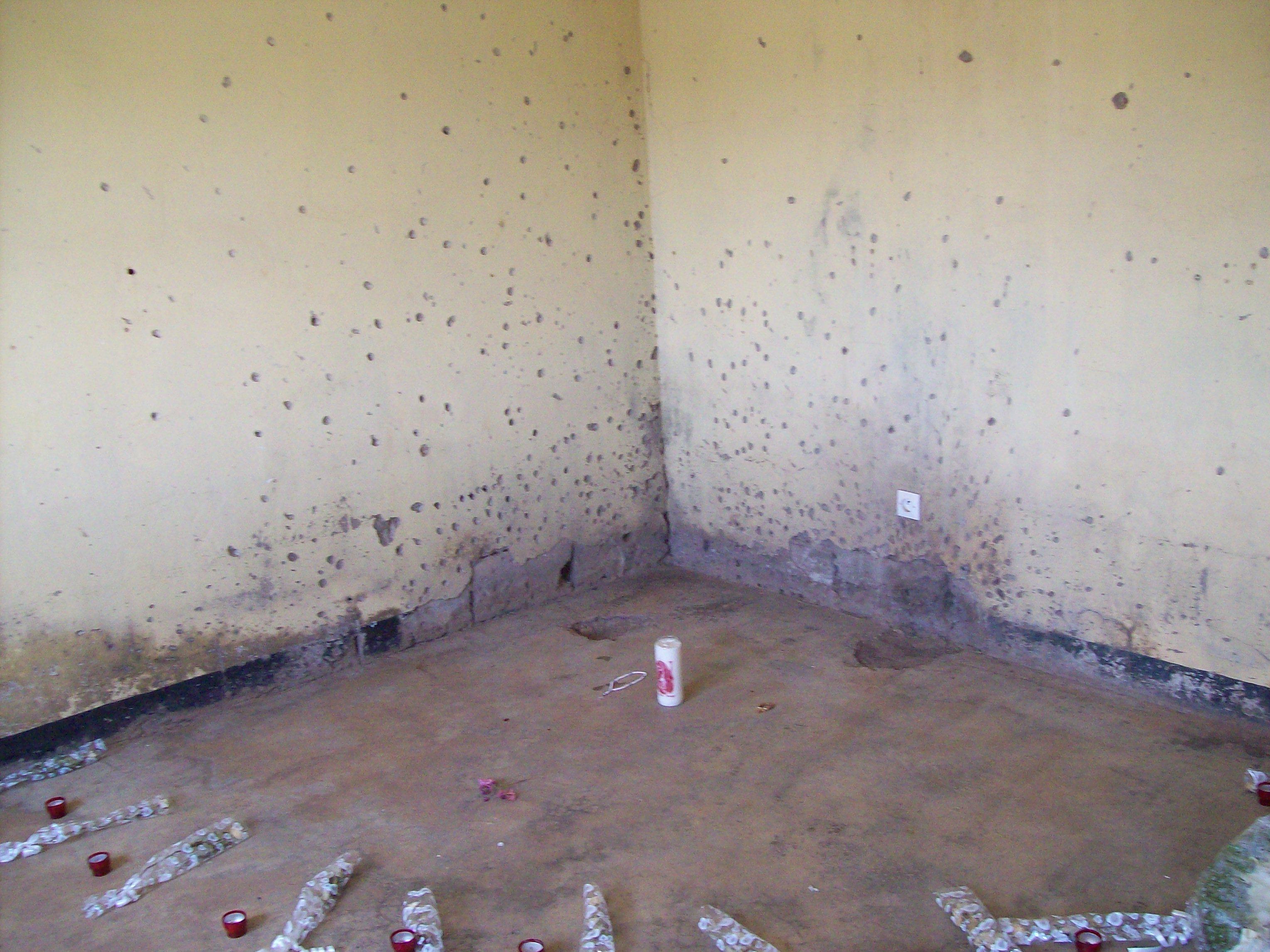
Gedenkstätte für die im April 1994 ermordeten belgischen Blauhelm-Soldaten in Kigali (2007)

Die Ermordung von Präsident Habyarimana löste den Völkermord aus. Die Dassault Falcon 50, mit der er am 6. April 1994, begleitet vom burundischen Präsidenten Cyprien Ntaryamira, von einer Konferenz aus Daressalam zurückkehrte, wurde gegen 20:30 Uhr beim Landeanflug auf den Flughafen von Kigali mit schultergestützten Boden-Luft-Raketen vom Typ SA-16 abgeschossen. Alle Passagiere und die Crew kamen ums Leben.
Wer für den Abschuss des Flugzeugs verantwortlich war, ist bis heute nicht geklärt. Häufig wird vermutet, dass extremistische Hutu die Maschine abgeschossen hätten, weil sie mit der Verhandlungsführung des Präsidenten und dem Verhandlungsergebnis von Arusha nicht einverstanden gewesen seien. Die gegenteilige Annahme lautet, die Täter stammten aus den Reihen der RPF um Paul Kagame. Sie hätten nach einer Möglichkeit gesucht, den Konflikt mit der Hutu-Regierung nicht per Kompromiss zu beenden, sondern per Bürgerkrieg endgültig zu ihren Gunsten zu entscheiden.
Ungefähr 30 Minuten nach dem Attentat begannen in Kigali die Morde an oppositionellen Hutu, prominenten Tutsi und Befürwortern des Arusha-Friedensabkommens. Die Täter, allen voran Mitglieder der Präsidentengarde, gingen anhand vorbereiteter Listen vor, spürten ihre Opfer in deren Häusern auf und brachten sie um. Mitglieder anderer Truppenteile unter dem Kommando extremistischer Hutu-Offiziere sowie Milizen unterstützten sie dabei. Zu den ersten Opfern gehörte Premierministerin Agathe Uwilingiyimana, die gemäß der Verfassung nach dem Präsidenten das zweithöchste Staatsamt bekleidete. Ghanaische und belgische Angehörige der UNAMIR, die zu ihrem Schutz abgestellt waren, konnten ihre Ermordung nicht verhindern. Sie wurden gefangen genommen, die zehn belgischen Soldaten wurden anschließend ebenfalls ermordet.
Oberst Bagosora füllte noch in der Nacht vom 6. auf den 7. April das entstandene Machtvakuum an der Staatsspitze aus. Er machte sich zum Vorsitzenden des sogenannten Krisenstabs, der ausschließlich aus Angehörigen des ruandischen Militärs bestand. Die vollständige Übernahme der Macht durch Bagosora lehnte die Mehrheit der Offiziere dieses Gremiums ab. Am 8. April ließ Bagosora extremistische Hutu-Politiker zusammenrufen und forderte sie zur Bildung einer Übergangsregierung auf. Zum Staatspräsidenten wurde Théodore Sindikubwabo, zum Premierminister Jean Kambanda ernannt.
Die internationale Gemeinschaft reagierte auf den Ausbruch der Gewalt, indem sie Ausländer aus Ruanda ausflog. Französische und belgische Soldaten führten die entsprechenden Evakuierungsmaßnahmen durch. Die Zahl der stationierten Blauhelm-Soldaten wurde, ausgelöst durch die Ermordung der zehn belgischen UNAMIR-Angehörigen, drastisch reduziert.

### Regionale Ausbreitung der Gewalt
Die Gewalttaten breiteten sich rasch über das ganze Land aus. In den ersten Tagen des Völkermords fielen relativ wenige Tutsi den Gewalttaten zum Opfer. Ein Grund dafür lag in der vergleichsweise eingeschränkten Bewaffnung der Mörder – der Milizen und „Selbstverteidigungseinheiten“. Zugleich suchten viele Tutsi auf Anweisung der Behörden oder freiwillig Zuflucht in Schulen, Kirchen, Krankenhäusern, auf Sportplätzen, in Stadien und ähnlichen Orten. Sie hofften, sich in der Masse besser gegen die Angreifer zur Wehr setzen zu können. Häufig zögerte der Mob – bewaffnet mit Macheten, Speeren, Knüppeln, Nagelkeulen, Äxten, Hacken und ähnlichen Tatwaffen – den Angriff hinaus, weil er eigene Verluste befürchtete. Eine mögliche Taktik der Angreifer lag dann im Aushungern der Belagerten. In vielen Fällen änderte sich ab dem 13. April die Situation. Am 12. April hatten der staatliche Sender Radio Rwanda und RTLM massiv für eine Beendigung der politischen Differenzen unter den Hutu und ihren gemeinsamen Kampf gegen Tutsi geworben. Besser bewaffnete Einheiten – zusammengesetzt aus Mitgliedern der Präsidentengarde, Armeeangehörigen, Reservisten und der Nationalpolizei – erschienen an den Schauplätzen und setzten ihre Waffen gegen die Belagerten ein: Schusswaffen (inkl. Maschinengewehre) und Handgranaten. Typischerweise forderten die Angreifer zunächst die Hutu, die auch an den entsprechenden Plätzen Schutz gefunden hatten, auf, sich zu entfernen. Tutsi war dies nicht erlaubt. Dann warfen die Angreifer zu Beginn solcher Massaker einige Handgranaten in die Menge der Belagerten. Darauf folgte der Einsatz von Handfeuerwaffen. Flüchtende wurden erschossen oder erschlagen. Anschließend rückten Milizionäre vor und töteten noch lebende Opfer mit Hiebwaffen. Zu dieser Art von Verbrechen gehört das Massaker von Nyarubuye. Nach Aussagen von Zeugen waren die meisten der Tutsi-Zufluchtsorte bis zum 21. April 1994 eingenommen. Die Zahl der Opfer wird bis zu diesem Zeitpunkt auf 250.000 geschätzt.
Die regionale Verteilung der Gewalttaten an Tutsi hing mit politischen und historischen Gegebenheiten zusammen. Die an Uganda angrenzende Präfektur Byumba befand sich zu Beginn des Völkermords bereits teilweise unter Kontrolle der RPF. Die Rebellenarmee eroberte rasch den Rest dieses Landstrichs, sodass Massaker an Tutsi hier kaum vorkamen. Tutsi, die in den beiden nordwestlichen Präfekturen Ruhengeri und Gisenyi – den Hochburgen des Habyarimana-Regimes – beheimatet waren, hatten diese Gebiete bereits vor dem Völkermord aufgrund von früheren Drohungen und Gewalttaten verlassen. Darum waren diese Gebiete nur unterdurchschnittlich von Massakern betroffen. Die Führung der Präfektur in Gitarama lag anfänglich noch in den Händen der Hutu-Opposition. Erst als Militäreinheiten und Milizen aus anderen Landesteilen in dieser Region eintrafen, begannen ab dem 21. April 1994 umfangreiche Massaker an Tutsi. In der südruandischen Region Butare war ein Tutsi Präfekt. Er widersetzte sich dem Eindringen der Milizen. Am 18. April wurde er abgesetzt und die Massentötungen begannen.

### Weisungen
Auf vier Wegen erreichten Weisungen und Aufforderungen zum Töten die unteren Ränge der Hierarchien und die Bevölkerung. Im Militär galt die etablierte Struktur von Befehl und Gehorsam. Die Übergangsregierung nutzte einen zweiten Kanal, die traditionellen Verwaltungswege über die Präfekten, Unterpräfekten, Bürgermeister, Gemeinderäte und Dorfvorsteher. Die Verwaltungsangehörigen forderten ihrerseits die Zivilbevölkerung auf, sich am Morden zu beteiligen. Diese Aufforderung wurde häufig als kommunale Gemeinschaftsarbeit (umuganda) deklariert, die in Ruanda eine lange Tradition besaß. Sofern sich die entsprechenden Personen den Mordplänen verweigerten, wurden sie abgesetzt, in einigen Fällen auch selbst ermordet. Parteiführer, die den jeweiligen extremistischen Hutu-Power-Flügeln angehörten, griffen auf einen dritten Kommunikationsweg zurück. Sie nutzen die Parteiapparate, um auf lokaler Ebene zur Tötung der Tutsi aufzufordern. Eine vierte Kommunikationsstruktur lief vom Kommandozentrum der „zivilen Selbstverteidigung“, das bei Bagosora angesiedelt war, hin zu den lokalen Gliederungen dieser Struktur. Dieser Weisungslinie gehörten Militärs an, die ähnlich wie Bagosora selbst einen politischen Hintergrund hatten. Die Grenze der lokalen Gremien und Aktionsgruppen der „zivilen Selbstverteidigung“ verlief dabei nicht trennscharf zu den Milizen. Nicht immer wurde die Hierarchie in den Kommunikationslinien streng eingehalten. Untergebene, die auf eine radikalere Vorgehensweise gegen Tutsi drängten, konnten sich im Zweifel gegen abwartende oder hinhaltende Vorgesetzte durchsetzen. Auch das Verhältnis zu den mordenden Milizen unterschied sich von Fall zu Fall. Einige wurden vom Militär, andere von Parteifunktionären oder von Verwaltungsbeamten dirigiert. Vielfach handelten die Milizen auch autonom oder setzten ihrerseits Angehörige der Verwaltung unter Druck, bei der Vernichtung der Tutsi nicht zu zögern. Neben diesen Kommunikationskanälen spielten die Hörfunksender Radio Rwanda und vor allem RTLM eine wichtige Rolle bei der Aufstachelung der Hutu.

### Génocidaires
Schätzungen zur genauen Zahl der auch Génocidaires genannten Täter weichen erheblich voneinander ab. Einzelne Studien gehen von einigen Zehntausend Tätern aus, andere Autoren sprechen von drei Millionen. Vielfach basieren diese Angaben auf Spekulationen. Eine 2006 veröffentlichte empirische Studie schätzt die Zahl der Täter, die einen oder mehrere Morde begingen, auf 175.000 bis 210.000. Das entspricht einem Anteil von etwa sieben bis acht Prozent der damaligen erwachsenen Hutu beziehungsweise 14 bis 17 Prozent der männlichen erwachsenen Hutu. Im Jahr 1997 hatte in Ruanda die Zahl der Inhaftierten, denen Völkermorddelikte vorgeworfen werden, einen Spitzenwert von 140.000 Personen erreicht. Im Jahr 2000 wurden 110.000 und 2006 noch etwa 80.000 Inhaftierte gezählt.
Die Täter waren mit überwältigender Mehrheit Männer. Der Anteil der Frauen lag bei etwa drei Prozent. Pauline Nyiramasuhuko, Ministerin für Familie und Frauen, war am Völkermord in Ruanda maßgeblich beteiligt. Sie hielt über den staatlichen Radiosender Radio Rwanda aufstachelnde Reden, hetzte Hutu-Milizen in Butare auf Flüchtlinge, rief zur Massenvergewaltigung von Tutsi-Frauen auf und wählte dabei einige der Opfer persönlich aus. Sie ist die erste Frau, die wegen Völkermord und Vergewaltigung als Verbrechen gegen die Menschlichkeit verurteilt wurde.
Täter kamen aus allen Teilen der Bevölkerung. An der Spitze standen Personen mit Macht und Einfluss im Militär, in der Politik sowie in der Verwaltung. Das traf auf die nationale und auf die lokale Ebene zu. Von ihrer Anzahl her waren diese Eliten wenig bedeutend. Das Gros der Génocidaires setzte sich aus gewöhnlichen ruandischen Männern zusammen. Sie unterschieden sich hinsichtlich ihrer Bildung, ihres Berufs, ihres Alters und der Anzahl ihrer Kinder nicht vom Bevölkerungsdurchschnitt. Täteranalysen deuten an, dass die gewaltsamsten unter ihnen junge, unterdurchschnittlich gebildete Männer waren mit wenigen oder keinen Kindern. Zugleich zeigen sie, dass die lokalen Initiatoren von Völkermordaktionen zur lokalen Elite gehörten. Diese Personengruppe war sehr gut in das lokale Gemeinwesen integriert und besaß eine überdurchschnittliche Bildung.
Unterschiedliche Motive trieben die Génocidaires an. Der nach Aussagen der Täter wichtigste Beweggrund für die Beteiligung einzelner Hutu am Völkermord war Furcht. Viele Täter geben rückblickend an, dass sie soziale, materielle oder physische Repressalien fürchteten, falls sie sich nicht an Mordtaten beteiligen würden. Des Weiteren spielte die Angst vor Gewalttaten der Tutsi eine Rolle. Die Tutsi wurden als Komplizen der RPF-Rebellen betrachtet. Im Bürgerkrieg mit der Rebellenarmee habe es gegolten, den „Feind“ anzugreifen und zu töten, um nicht selbst getötet zu werden. Zugleich seien die eigenen Gewalttaten als Rache für die Ermordung Habyarimanas zu verstehen gewesen – die RPF beziehungsweise die Tutsi insgesamt galten als die Attentäter des Präsidenten. Wichtig war ferner, dass diese Gewalt von den Behörden eingefordert und gutgeheißen wurde. Töten galt als Pflichterfüllung. Andere Motive sind ebenfalls erkennbar, sie hatten jedoch eine geringere Bedeutung für die konkrete Bereitschaft des Einzelnen, am Völkermord teilzunehmen. Zu diesen nachrangigen Motiven gehören beispielsweise tief verwurzelte Abneigungen gegenüber den Tutsi bis hin zu offen rassistischen Antrieben. Eine Reihe von Tätern erhoffte sich ferner materielle Vorteile durch Plünderungen.

### Tötungsformen
In den ersten Tagen des Völkermords waren Einzelerschießungen prominenter Tutsi und bekannter Hutu-Oppositioneller an der Tagesordnung. Eine weitere Form der Tötung kam in den ersten Wochen des Genozids zum Einsatz – große Ansammlungen von Tutsi wurden massakriert. Die Täter setzten außerdem im ganzen Land Straßenblockaden ein, um Ruander auf der Flucht kontrollieren zu können. An diesen Barrikaden wurden Tutsi und Personen, die verdächtigt wurden, Tutsi zu sein beziehungsweise ihnen zu helfen, ermordet. Patrouillen und Menschenjagden ergänzten diese Strategie der Suche nach und Vernichtung von Opfern. Vielfach gingen den Tötungsakten andere Formen der Gewalt voraus, wie Plünderungen, sexuelle Demütigungen, Vergewaltigungen, Verstümmelungen oder Folterpraktiken. Die Täter warfen die Leichen in Flüsse oder Seen, beseitigten sie in Massengräbern, stapelten sie am Straßenrand oder ließen sie am Tatort liegen. Einige Täter trennten die Körperteile ihrer Opfer nach und nach ab, um ihnen lang anhaltende und große Schmerzen zuzufügen. Eine verbreitete Foltermethode gegen Tutsi war das Abhacken von Händen und Füßen. Dahinter stand nicht allein die Absicht, Fluchtversuche zu erschweren, sondern auch der Gedanke des „Zurechtstutzens“ groß gewachsener Menschen. Teilweise wurden Opfer gezwungen, ihre eigenen Ehepartner oder Kinder umzubringen. Kinder wurden vor den Augen ihrer Eltern erschlagen. Blutsverwandte wurden von Tätern zum Inzest untereinander gezwungen. Menschen wurden gepfählt oder zum Kannibalismus genötigt. Größere Menschenmengen wurden häufig zusammengetrieben und in Gebäuden lebendig verbrannt oder mit Hilfe von Handgranaten getötet. Oft mussten sich die Opfer vor ihrer eigenen Tötung nackt ausziehen. Dies sollte sie demütigen, außerdem war die Kleidung für die Mörder so weiter verwendbar. In vielen Fällen wurden auch Beisetzungen bereits getöteter Tutsi verhindert. Abgesehen davon, dass dies den ruandischen Brauch eines würdevollen Umgangs mit Toten verletzte, wurden die Leichen auf diese Weise Tieren zum Fraß überlassen. Hiebwaffen waren die wichtigsten Tatwaffen während des Völkermordes. Nach der offiziellen Statistik der ruandischen Regierung über den Völkermord von 1994 sind 37,9 Prozent der Opfer mit Macheten getötet worden. Die Macheten wurden bereits 1993 in großem Stil aus dem Ausland importiert, waren kostengünstig sowie einfach zu handhaben. 16,8 Prozent wurden mit Keulen erschlagen. Für die Provinz Kibuye wurde ein noch höherer Prozentsatz von Tötungen mit solchen Waffen nachgewiesen. In diesem Landesteil starben 52,8 Prozent der Genozidopfer durch Macheten. Weitere 16,8 Prozent wurden mit Knüppeln ermordet.

### Überlebensstrategien und Überlebenschancen
Tutsi haben überlebt, weil es ihnen gelang, außer Landes zu fliehen, oder weil sie sich innerhalb Ruandas vor den Mördern verbargen. Dazu nutzten sie unzugängliche Regionen wie Waldgebiete oder Sümpfe. Auch Erdlöcher, Keller oder Dachböden dienten als Verstecke. Vielfach wurde ihnen dabei von Hutu geholfen, von Freunden und Unbekannten. Um zu überleben, zahlten viele Bedrängte an die Täter teils mehrfach Geld oder fügten sich in sexuelle Nötigungen.
Die Überlebenschancen bedrohter Tutsi und oppositioneller Hutu erhöhten sich, wenn sie sich in der Nähe ausländischer Beobachter aufhielten. Dies traf beispielsweise für das Hôtel des Mille Collines in Kigali zu. Paul Rusesabagina, der Direktor dieses Hotels, nutzte seine Kontakte zu ruandischen Politikern und Militärs, mobilisierte den Einfluss der belgischen Hotelbesitzer und schickte Faxe ins Ausland, um mehrfach erfolgreich die drohende Erstürmung der Hotelanlage zu verhindern. Auf diese Weise rettete er 1268 Eingeschlossenen das Leben. Das UNAMIR-Hauptquartier blieb in den Tagen des Völkermords ein Gebäude des Amahoro-Komplexes in Kigali, zu dem ein großes Stadion gehörte. In diese Sportstätte flüchteten sich Tausende, sie überlebten dank der internationalen Präsenz. Im Südwesten des Landes, in der Präfektur Cyangugu, sammelten sich ebenfalls viele Flüchtlinge im Kamarampaka-Stadion, um der Gewalt zu entgehen. Hier hatte das Internationale Komitee vom Roten Kreuz (IKRK) einen Stützpunkt, ebenso im Lager Nyarushishi.
Tutsi hatten die größten Überlebenschancen, wenn die RPF den Landstrich eroberte, in dem sie sich aufhielten. Sobald die Rebellenarmee in einer Region die Macht übernahm, hörten die Völkermordaktionen auf. Nur in entlegenen Gegenden, die nicht sofort von Truppenverbänden der RPF kontrolliert wurden, gab es jeweils noch einige weitere Tage lang genozidale Akte.

### Widerstand
Der Völkermord war kein Gemeinschaftswerk aller Hutu. Einzelne Hutu versuchten, sich ihm zu entziehen, oder leisteten Widerstand. Die Formen dieses Nonkonformismus waren vielfältig. Sie reichten von der Flucht vor der Gewalt und den Aufforderungen zum Mitmachen über individuelle Hilfe für bedrohte Tutsi bis hin zu Versuchen, den Beginn des Völkermords im Land oder in einzelnen Landesteilen systematisch zu unterbinden.
Im ruandischen Militär bemühte sich anfänglich eine Gruppe ranghoher Militärs um Oberst Marcel Gatsinzi und Oberst Léonidas Rusatira, den ausbrechenden Gewalttaten Einhalt zu gebieten, sie gaben entsprechende Befehle. Diese Anweisungen sowie ein von ihnen erstelltes Kommuniqué vom 13. April 1994 blieben allerdings wirkungslos, weil die Streitkräfte sich bereits überwiegend in der Hand der extremistischen Hutu-Offiziere befanden. Militärs, die gegen den Völkermord opponierten, wurden mit Angriffen auf Leib und Leben bedroht, ihre Kommandos wurden umgangen. Gatsinzi und Rusatira verloren beispielsweise rasch ihre Posten an extremistische Hutu-Militärs.
Auch in der Verwaltung opponierten einflussreiche Personen gegen den Beginn des Völkermords. Den Präfekten von Gitarama und Butare, Fidèle Uwizeye beziehungsweise Jean-Baptiste Habyalimana, gelang es, in den ersten Tagen die Gewalt gegen Tutsi weitgehend zu verhindern, indem sie im Zusammenspiel mit zuverlässigen Bürgermeistern und weiteren Verwaltungsmitarbeitern ihrer Präfekturen das Eindringen von Milizen aus anderen Landesteilen unterbanden und die ersten Gewalttaten gegen Tutsi – wie Plünderungen oder einzelne Morde – sofort bestraften. Nachdem die Regierung am 12. April 1994 von Kigali nach Gitarama geflüchtet war, brach in Gitarama der Widerstand gegen den Völkermord zusammen, denn die Regierung wurde von bewaffneten Einheiten wie der Präsidentengarde und der Interahamwe begleitet. Diese Verbände setzten die lokale Verwaltung unter Druck und stachelten die Bevölkerung zum Völkermord auf, an dem sie sich selbst führend beteiligten. Nachdem die zum Völkermord bereiten Kräfte die Übermacht erlangt hatten und Widerstandsversuche erfolglos geblieben waren, floh Uwizeye. Jean-Baptiste Habyalimana, der einzige Präfekt aus den Reihen der Tutsi, nutzte bis Mitte April in Butare seine Stellung, um gegen Versuche vorzugehen, den Tutsi in dieser Südprovinz Gewalt anzutun. Er stützte sich auf loyale Nationalpolizisten und Bürgermeister, die sich einer zunehmenden Macht von Militäroffizieren, Milizionären und aus Burundi geflüchteten Hutu gegenübersahen, die den Völkermord befürworteten. Am 17. April wurde Habyalimana seines Amtes enthoben, später inhaftiert und exekutiert.
Für viele Orte Ruandas ist Widerstand von Tutsi verbürgt. Gelegentlich entwickelten die Bedrohten gezielte Strategien, um die Angriffe besser abwehren zu können oder um die Überlebenswahrscheinlichkeit bei Massenfluchten zu erhöhen. Eine Abwehrstrategie nannte sich kiwunga (verschmelzen). Die Attackierten legten sich dabei auf den Boden. Erst wenn die Angreifer unter ihnen waren, sprangen die Tutsi auf, um die Täter im Nahkampf zu stellen. Diese scheuten in dieser Situation den Einsatz von Handfeuerwaffen oder Granaten, weil sie Opfer durch den Beschuss durch eigene Leute befürchteten. An einigen Orten teilten sich angegriffene Tutsi in Gruppen und flüchteten zu verschiedenen Zeiten und in verschiedene Richtungen. In Bisesero nahe Kibuye verteidigten sich Tutsi lange Zeit, indem sie sich auf einen bewaldeten und steinigen Hügelkamm flüchteten. Dort versteckten sie sich und warfen Steine auf die Angreifer. Die Abwehr erfolgte koordiniert; Tutsi, die sich nicht an der Verteidigung beteiligen wollten, wurden von anderen mit Schlägen dazu gezwungen. Erst als Armeeeinheiten die Angreifer verstärkten, wurde der Widerstand gebrochen und Zehntausende von Tutsi ermordet, nur etwa 1500 Tutsi überlebten das Massaker.

### Rolle der Twa
Studien zum Genozid behandeln die Rolle der Twa kaum. Dies ist wesentlich durch den geringen Anteil der Twa an der Gesamtbevölkerung Ruandas bedingt. Er liegt bei unter einem Prozent, zirka 30.000 Personen wurden vor April 1994 zur Ethnie der Twa gezählt. Hinzu kommt ihr niedriger sozialer Status als indigenes Volk.
Schätzungen besagen, dass etwa ein Drittel der Twa während des Völkermords in Ruanda umkam und ein weiteres Drittel ins Ausland floh. Die Twa waren nicht nur Opfer, Angehörige dieser Gruppe haben sich auch den Milizen angeschlossen. Der Umfang ihrer Beteiligung am Genozid ist jedoch nicht bekannt.

### Erneuter Bürgerkrieg
Der Abschuss der Präsidentenmaschine war das Fanal für den Beginn des Völkermords und zugleich der Anlass für den erneuten Ausbruch des Bürgerkriegs zwischen den Regierungstruppen und der Rebellenarmee RPF. Entsprechend dem Arusha-Abkommen hatte sich ein Bataillon von 600 Soldaten der RPF im Nationalratsgebäude in Kigali einquartiert. Heimlich verstärkten die Rebellen diese Einheit vor dem 6. April 1994 nach und nach auf zirka 1000 Mann. Das Bataillon wurde in den ersten Stunden nach dem Attentat auf Habyarimana von Regierungstruppen unter Feuer genommen, hielt jedoch die Stellung, bis am 11. April 1994 weitere RPF-Verbände in die ruandische Hauptstadt einmarschierten.

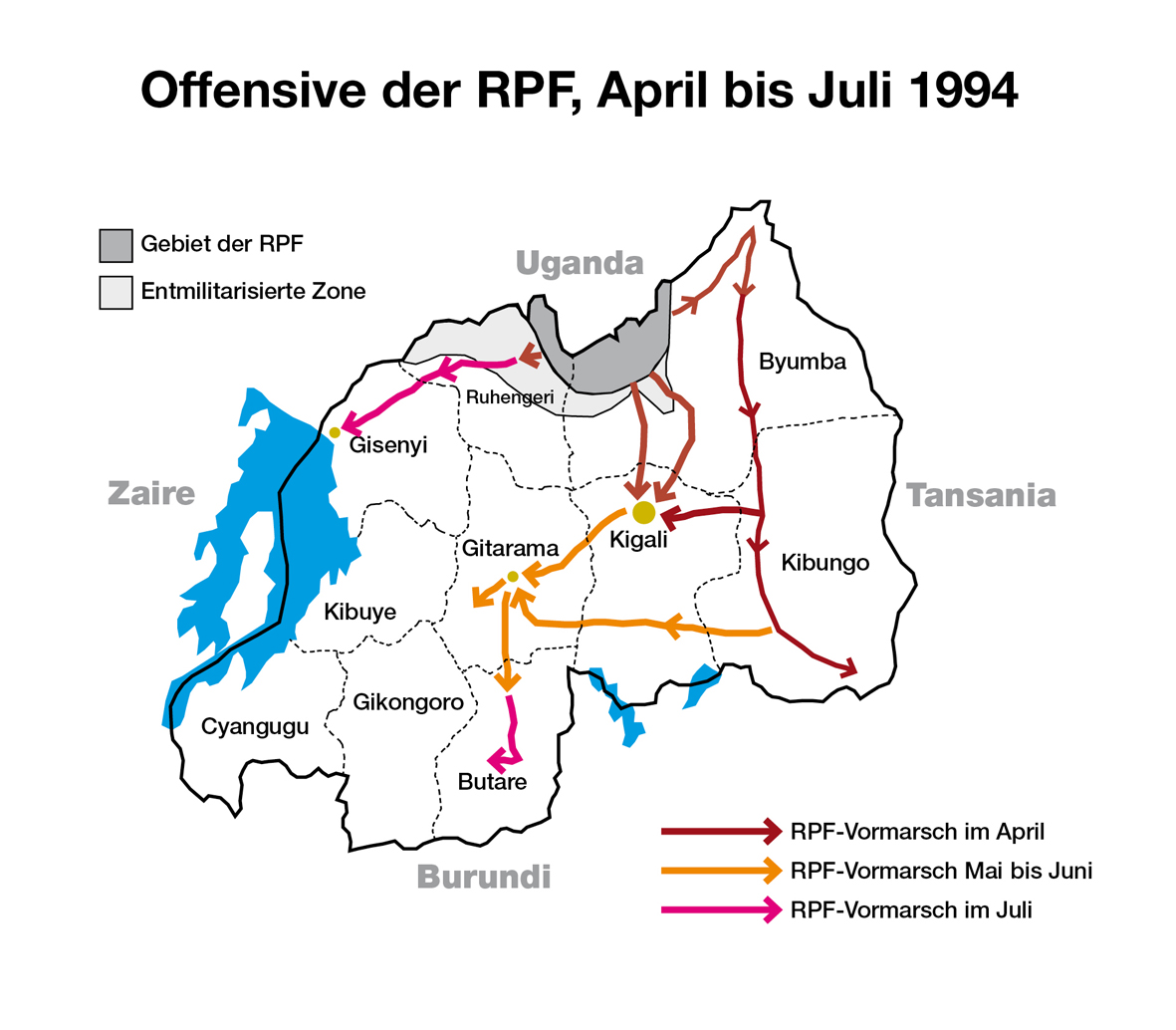
Vormarsch der RPF in Ruanda 1994

Unter der militärischen Führung von Paul Kagame startete die Rebellenarmee von ihrem Hauptstandort im Norden Ruandas aus eine Offensive. Das militärische Vorgehen der Rebellen führte im April 1994 zunächst zur raschen Eroberung der Präfekturen Byumba und Kibungo. Ebenfalls im April begannen die Rebellen mit dem Angriff auf Kigali aus nördlicher und östlicher Richtung. Der Druck dieser Militäroffensive zwang die Regierung am 12. April zur Flucht aus der Hauptstadt nach Gitarama, der nächsten größeren Stadt westlich von Kigali. Tausende Zivilisten schlossen sich dieser Flucht an. Regierungstreue Armeeeinheiten blieben in Kigali, während die Rebellenarmee versuchte, die Hauptstadt einzukreisen und zu belagern. Im Mai griffen RPF-Einheiten, die aus Kigali und der Präfektur Kibungo herangeführt wurden, Gitarama an. Am 9. Juni 1994 begann ihr Einmarsch in diese Stadt. Nach diesem Erfolg rückten sie in südlicher Richtung vor und eroberten bis Anfang Juli die an Burundi angrenzende Präfektur Butare. Am 4. Juli zogen die Regierungstruppen aus Kigali Richtung Westen ab, erneut begleitet von Tausenden von Zivilisten, die Hauptstadt fiel an die Rebellen. Bereits im April hatte die RPF den Versuch unternommen, auf Ruhengeri vorzurücken. Dieser Vormarsch stockte, vor allem weil die Hauptstreitkräfte der Rebellen in der Schlacht um Kigali und für Militäraktionen im Osten des Landes verwendet wurden. Erst im Juli, nach den militärischen Erfolgen in der Mitte und im Süden des Landes, war die RPF im Norden Ruandas siegreich und nahm am 14. Juli 1994 Ruhengeri sowie drei Tage darauf Gisenyi ein. Der Vormarsch der Rebellen in den Südwesten des Landes wurde zunächst durch französische Interventionstruppen gestoppt, die in diesem Landesteil eine Sicherheitszone errichteten.
Der Sieg der RPF beendete den Bürgerkrieg und den Völkermord. Viele Täter und die Mitglieder der Regierung setzten sich ins Ausland ab. Der RPF gelang der Sieg, obwohl sie den Regierungstruppen zahlenmäßig unterlegen war. Für Anfang April wird die Truppenstärke der RPF mit 20.000 bis 25.000 Mann angegeben. Die Zahl ihrer Gegner – Regierungssoldaten, Angehörige der Präsidentengarde, Nationalpolizisten und Milizen – wird auf 55.000 bis 70.000 Mann geschätzt. Die RPF machte ihren quantitativen Nachteil durch ihre überdurchschnittlich gute militärische Disziplin und Effizienz wett. Zudem fehlte der Hutu-Regierung die militärische Unterstützung durch Frankreich, die Anfang 1993 noch einmal den Sieg der RPF abgewendet hatte. Bereits 1993 kamen Studien der tansanischen und französischen Militärgeheimdienste zu dem Schluss, dass die RPF den Regierungseinheiten deutlich überlegen sei.
Das Ziel der militärischen Bemühungen der RPF war der Sieg über die Regierungstruppen, nicht nur die Rettung der Tutsi. Der kanadische UN-General Roméo Dallaire fragt in seinem Bericht über den Völkermord in Ruanda nach den Prioritäten der RPF. Seiner Ansicht nach ist es nicht ausgeschlossen, dass Paul Kagame den Völkermord in Kauf nahm, um an die Macht zu kommen.

### Gewalttaten der RPF
Die RPF tötete mehrere Zehntausend Menschen in Gefechtshandlungen und anschließend beim Versuch, das eroberte Gebiet zu kontrollieren. Massaker bei militärischen Auseinandersetzungen und bei öffentlichen Versammlungen nach Ende der Kampfhandlungen, standrechtliche und willkürliche Erschießungen kamen in einem Ausmaß vor, das auf Kenntnis und Duldung durch die höheren Ränge der RPF schließen lässt, wenn nicht sogar auf Planung. Erst im August und vor allem im September ließen diese Menschenrechtsverletzungen infolge erheblichen internationalen Drucks nach. Die RPF verwehrte UN-Vertretern, Menschenrechtsorganisationen und Journalisten, Hinweisen auf Menschenrechtsverletzungen durch Rebellen nachzugehen.
Robert Gersony, ein leitender Mitarbeiter des Hohen Flüchtlingskommissars der Vereinten Nationen (UNHCR), trug von Anfang August bis Anfang September 1994 umfassende Informationen zusammen, die die Systematik der schweren Menschenrechtsverletzungen unterstrichen. Seinem Bericht zufolge starben zirka 25.000 bis 45.000 Personen durch Menschenrechtsverletzungen von RPF-Einheiten. Der UNHCR dementierte später die Existenz des Gersony-Berichts. Kritiker dieser UNHCR-Position behaupten, dies sei geschehen, weil sich die UN, die Vereinigten Staaten und die Regierung Ruandas darauf verständigt hätten, diesen Vergehen der RPF öffentlich wenig Gewicht beizumessen, um die neue Regierung Ruandas nicht zu brüskieren.

### Internationale Reaktionen

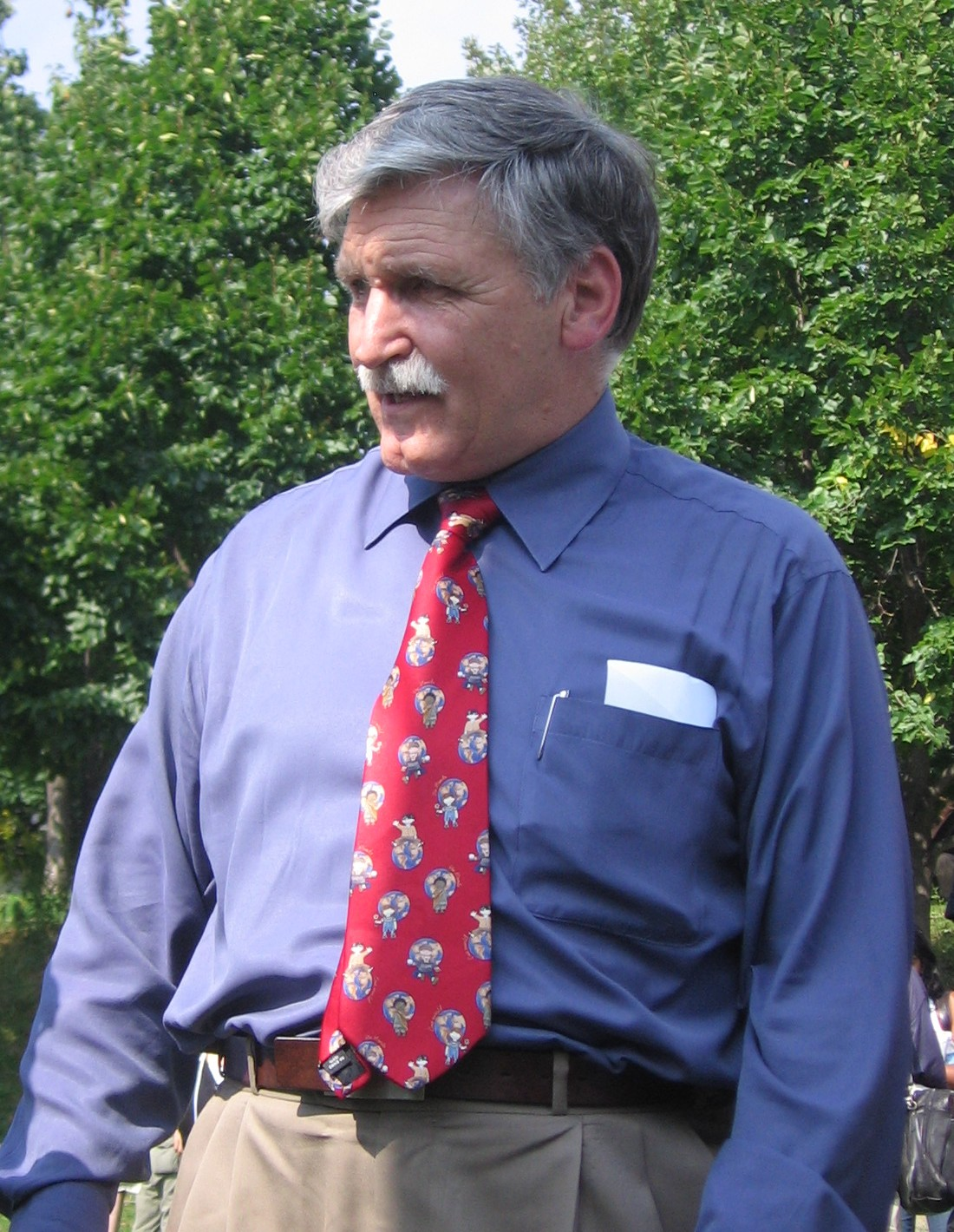
Roméo Dallaire (2006)

Ein Kernelement des Arusha-Abkommens bestand in der Aufstellung von UN-Friedenstruppen in Ruanda. Der kanadische General Roméo Dallaire befehligte ab Oktober 1993 die UNAMIR, die von Beginn an mit erheblichen Problemen kämpfte. RTLM unterstellte dem belgischen Kontingent der UNAMIR, auf Seiten der Rebellen zu stehen. Der Großteil der Blauhelmtruppe, die Ende März 1994 eine Stärke von zirka 2500 Mann erreichte, waren Soldaten aus Ghana und Bangladesch. Die militärischen Fähigkeiten und Ressourcen insbesondere der Bengalen erwiesen sich in den kommenden Monaten oft als unzureichend. Die Finanzierung der Truppe war über lange Monate ungesichert. Eine weitere Schwierigkeit lag im Mandat. Die UNAMIR hatte einen Auftrag nach Kapitel VI der Charta der Vereinten Nationen. Allein die Förderung des Friedens, eine sogenannte Friedensmission, war möglich, nicht die Erzwingung des Friedens gegen eine oder mehrere Kriegsparteien – ein solches Vorgehen hätte ein Mandat nach Kapitel VII der Charta erfordert. Den UNAMIR-Soldaten war der Einsatz von Waffen nur im äußersten Notfall zur Selbstverteidigung gestattet.
Im Januar 1994 erhielt Dallaire Kenntnis von geheimen Waffenlagern, Todeslisten, geplanten Angriffen auf die belgischen UNAMIR-Soldaten sowie der gezielten Torpedierung des Arusha-Friedensprozesses und geplanten Massentötungen in den folgenden drei Monaten. Er informierte am 11. Januar seine Vorgesetzten in der UN-Zentrale darüber per Fax. Verantwortlich für UN-Auslandseinsätze war zu diesem Zeitpunkt der spätere Generalsekretär der Vereinten Nationen und Friedensnobelpreisträger Kofi Annan. Dessen Büro wies Dallaire ausdrücklich an, das Mandat nach Kapitel VI eng auszulegen und die Waffenverstecke nicht auszuheben, sondern das Gespräch mit Präsident Habyarimana zu suchen. Auch weitere Warnungen des UNAMIR-Befehlshabers sowie seine Bitten um eine Stärkung des Mandats und um bessere Ausrüstung der UNAMIR blieben ohne Wirkung. Dallaire warf Kofi Annan später Mitschuld am Völkermord vor. Ein Artikel vom 3. Mai 1998 in The New Yorker legt nahe, dass Annan die wiederholten Hilfsersuche und Berichte aus Ruanda über den bevorstehenden Völkermord zurückgehalten und nicht an den UN-Sicherheitsrat weitergeleitet habe.
Nach dem Ausbruch der Gewalt, insbesondere als Reaktion auf die Tötung der zehn belgischen UNAMIR-Soldaten, reduzierte die UN ihre Blauhelmtruppe von zirka 2500 Mann auf 270 Soldaten. Insbesondere der vollständige Abzug der Belgier war laut Dallaire ein schwerer Schlag für die UNAMIR. Weil ein Teil der Blauhelme nicht ausgeflogen werden konnte, verblieben jedoch 540 Mann vor Ort. Ruander, die in der Nähe von Blauhelmtruppen Schutz gesucht hatten, fielen nach dem Abzug ihren Mördern in die Hände. Das bekannteste Beispiel dafür ist das Massaker an der École Technique Officielle in Kigali. Unmittelbar nach dem Rückzug von 90 Belgiern töteten Milizionäre und Angehörige der ruandischen Armee etwa 2000 Menschen, die in dieser Schule Zuflucht gesucht hatten. Kritiker des UN-Abzuges sehen in diesem einerseits die Beseitigung des letzten Schutzes für die Bedrängten, andererseits einen Freibrief für die Täter zur Fortsetzung des Völkermords.
Frankreich und Belgien organisierten mit Unterstützung durch Italien und die Vereinigten Staaten die Evakuierungsaktion Opération Amaryllis. Belgische und französische Elitetruppen brachten dabei vom 8. bis zum 14. April 1994 zirka 4000 Ausländer in Sicherheit, nicht jedoch Ruander, die bei ausländischen Institutionen angestellt waren und bereits bedroht wurden. Deutsche Kapazitäten zur Evakuierung waren nicht verfügbar. Dies wurde als Hauptursache für die Gründung des Kommando Spezialkräfte angesehen.
Trotz der zunehmenden Informationsdichte über das Ausmaß der Gewalttaten vermied es die amerikanische Regierung bewusst, von einem Völkermord zu sprechen. Wären die Geschehnisse so bezeichnet worden, wäre die internationale Gemeinschaft gemäß der UN-Konvention über die Verhütung und Bestrafung des Völkermordes zwingend zum Handeln verpflichtet gewesen. Stattdessen sprachen Vertreter der US-Regierung von „Chaos“ oder möglichen „genozidalen Akten“. Die Wahl dieser Begrifflichkeit hing mit den nur wenige Monate zuvor gemachten Erfahrungen während der UNOSOM II zusammen, die als bewaffnete humanitäre Aktion in Somalia Anfang Oktober 1993 gescheitert war. Nachdem 18 US-Soldaten bei dieser Mission getötet worden waren und die Bilder der Schändung ihrer Leichen weltweit im Fernsehen zu sehen waren, zeigte die USA keine Bereitschaft, in Schwarz-Afrika erneut eine humanitäre Mission zu starten. Verfestigt wurde dies durch eine Presidential Directive (PDD 25) von 1993. Ruanda galt überdies als Land ohne strategischen Wert.
Der damalige Generalsekretär der Vereinten Nationen, Boutros Boutros-Ghali, wählte ebenfalls undeutliche Formulierungen. Am 20. April 1994 sprach er von einem Volk, das in „verhängnisvolle Umstände geraten“ sei. Zu diesem Zeitpunkt nannten Menschenrechtsorganisationen wie Human Rights Watch und die Fédération internationale des ligues des droits de l’Homme die Ereignisse bereits ausdrücklich Völkermord.

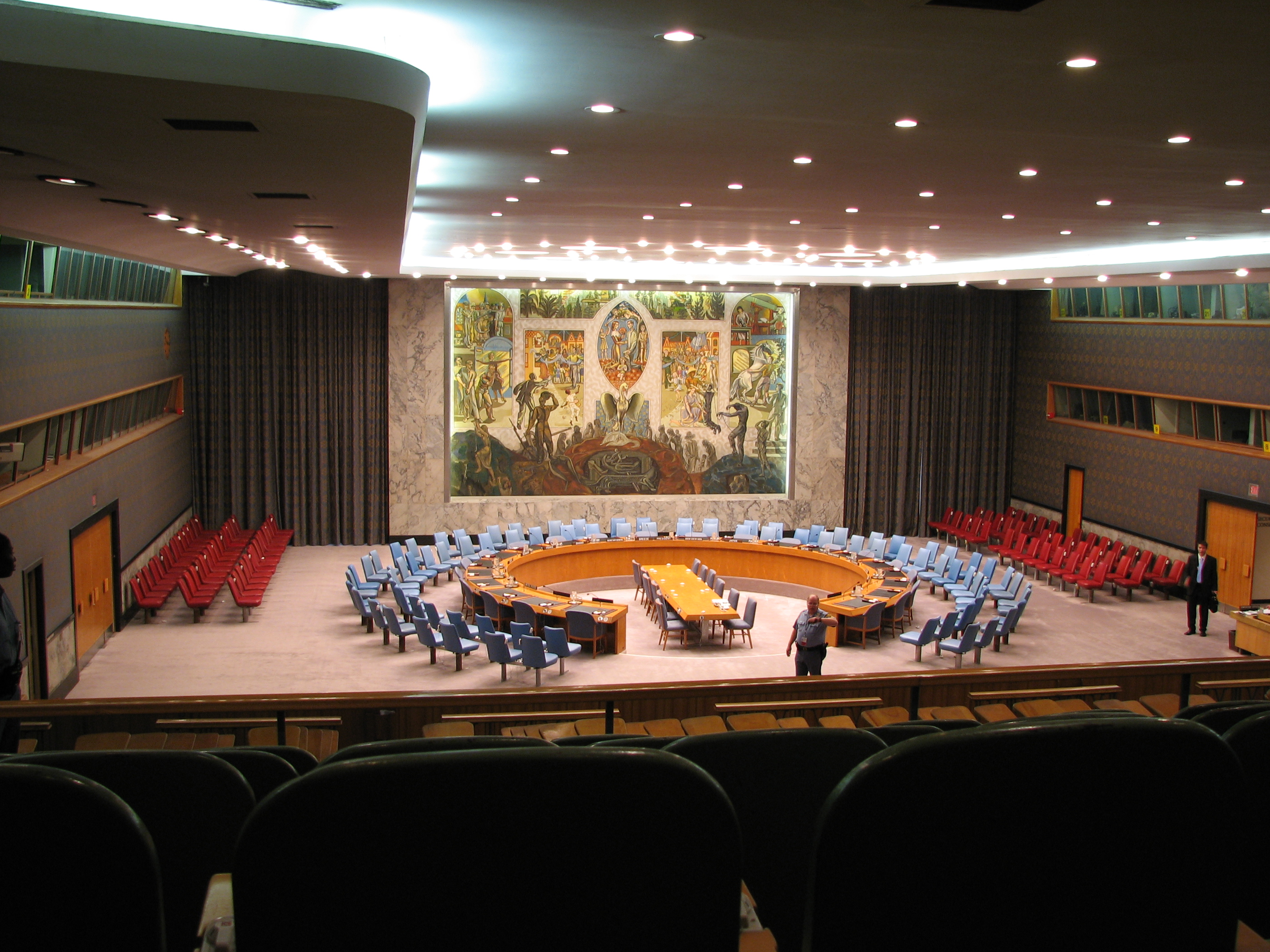
Sitzungssaal des Sicherheitsrates im UNO-Hauptquartier in New York (2006)

Zufälligerweise hatte Ruanda in den Wochen des Genozids als nichtständiges Mitglied einen Sitz im Sicherheitsrat der Vereinten Nationen. Die Regierung Ruandas war damit über die Diskussionen und Stimmungen in diesem Gremium aus erster Hand informiert. Am 16. Mai 1994 nahmen Vertreter der ruandischen Regierung an einer Sitzung des Sicherheitsrates teil. Von den 14 übrigen Mitgliedern kritisierte nur eine Minderheit die Vertreter Ruandas für die exzessiven Gewalttaten. Die für den Völkermord verantwortliche Regierung konnte aus diesem Verhalten schließen, dass dem Sicherheitsrat keine klaren Informationen vorlagen und er sich nicht zu klaren Worten entschließen würde.
Von Ende April bis Mitte Mai 1994 setzte ein Stimmungsumschwung ein, nachdem immer häufiger Fernsehberichte Flüchtlinge zeigten, die massenhaft aus Ruanda ins westliche Nachbarland Zaire flohen. Dieser Flüchtlingsstrom setzte sich aus Hutu zusammen, die vor den anrückenden RPF-Einheiten zurückwichen. Die Sorge vor Vergeltung, die von den Radiosendern massiv geschürt wurde, trieb sie dazu an. Zugleich zwangen Hutu-Milizen diese Flüchtlinge dazu, ihnen als menschlicher Schutzschild zu dienen. Am 17. Mai beschloss der UN-Sicherheitsrat den Einsatz von UNAMIR II. Diese Truppe sollte 5500 Mann umfassen und mit einem robusteren Mandat als die Vorgängertruppe ausgestattet sein, das den militärischen Schutz bedrohter Zivilisten gestattete. Trotz dieses Beschlusses verzögerte sich die Aufstellung der geforderten Truppen und die Bereitstellung des notwendigen militärischen Materials. Als die RPF Mitte Juli den Bürgerkrieg gewonnen hatte, war immer noch ungefähr die gleiche Anzahl von Blauhelm-Soldaten in Ruanda wie unmittelbar nach der Truppenreduzierung.
Vor diesem Hintergrund ergriff Frankreich die Initiative und stellte sich an die Spitze der Opération Turquoise. Diese humanitäre Intervention war gestützt auf Kapitel VII der UN-Charta und führte ab dem 24. Juni 1994 zur Bildung und Aufrechterhaltung einer Sicherheitszone im Südwesten Ruandas. In diesem Gebiet, das etwa ein Fünftel Ruandas ausmachte, ballten sich die Hutu-Flüchtlinge. Erklärter Zweck war der Schutz der Zivilisten innerhalb dieser Zone sowie die Förderung der Verteilung von Hilfsgütern durch Hilfsorganisationen. Die Operation stieß, obwohl sie vielen Zivilisten Sicherheit brachte, von Beginn an auf Kritik. Die RPF sah in dieser Maßnahme die Fortsetzung des Versuchs Frankreichs, die alte Regierung Ruandas zu stützen und den Sieg der RPF zu vereiteln. Diese Sichtweise wurde dadurch gefördert, dass extremistische Hutu den Einmarsch der Franzosen euphorisch begrüßten und versuchten, sie zum Kampf gegen die Rebellen zu animieren. Die Interventionstruppe entwaffnete die Hutu-Milizen nicht und wirkte einer Flucht von Tätern und Regierungsangehörigen ins Ausland nicht entgegen. Auch dies förderte die Kritik an der Politik Frankreichs. Am 21. August 1994 übergaben die Franzosen die Zone der nunmehr personell gestärkten UNAMIR II.
2010 räumte der französische Präsident Nicolas Sarkozy mit Blick auf den Völkermord 1994 in Ruanda schwere Fehler seines Landes ein. „Es hat eine Form von Blindheit gegeben, wir haben die Dimension des Völkermords nicht wahrgenommen“.
2014 berichteten deutsche Medien über eine mögliche Kenntnis deutscher Behörden von den Vorbereitungen des Völkermords. Ein Bundeswehroffizier, damals Mitglied einer Militärberater-Mission, habe das Bundesverteidigungsministerium vor möglichen Massakern gewarnt. Geschehen sei daraufhin nichts. Auch der deutsche Botschafter in Ruanda habe Informationen über die Gefahr einer Gewalteskalation ignoriert.

## Folgen

### Flüchtlingskrise

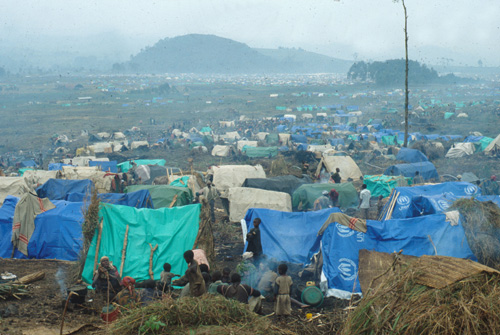
Flüchtlingscamp im Osten Zaires (1994)

Der Völkermord destabilisierte die gesamte Region der Großen Afrikanischen Seen. Mehr als zwei Millionen Ruander flohen außer Landes. Als Reaktion auf diese Flüchtlingsströme, auf die Ausbreitung von Seuchen und eine sehr hohe Sterblichkeit in den Flüchtlingslagern setzte eine umfassende internationale Hilfsaktion ein. Schwerpunkt waren dabei die Lager in Ostzaire, nahe der Stadt Goma. Hier lebten die meisten Flüchtlinge. In diesen grenznahen Lagern übernahmen extremistische Hutu rasch die Macht. Sie bauten die Camps zu Basen für die Wiedereroberung Ruandas aus, ohne dass diesem Missbrauch durch Hilfsorganisationen oder UN-Einrichtungen effektiv widersprochen worden wäre. Extremistische Politiker, ehemalige Verwaltungsangestellte, Soldaten und Milizionäre zwangen die zivile Flüchtlingsbevölkerung, diesen Missbrauch zu decken. Die fortgesetzte politische Aufwiegelung gegen Tutsi und widerständlerische Hutu, die Kontrolle der Hilfsgüterverteilung, die Beschaffung von Waffen für den Wiedereinmarsch in Ruanda, die Rekrutierung neuer Kämpfer aus den Reihen der Flüchtlinge und die Etablierung militärischer Trainingscamps gehörten in diesen Lagern zum Alltag. Nach einer Reihe von Sabotageakten in Ruanda aus diesen Lagern heraus sowie nach der massiven Bedrohung der Banyamulenge, die als eine den Tutsi nahestehende Ethnie seit Generationen in Ostzaire lebten, wurden diese Lager ab Ende 1996 durch eine gemeinsame Aktion von Verbänden der Banyamulenge, der neuen ruandischen Armee und Militäreinheiten aus Uganda aufgelöst. Ungefähr 500.000 Flüchtlinge gingen zurück nach Ruanda und entzogen sich auf diese Weise dem Einfluss der extremistischen Hutu. Die Milizen und von ihnen dominierte Flüchtlingsgruppen, zusammen etwa 300.000 bis 350.000 Personen, zogen weiter ins Inland von Zaire. Diese Ereignisse bildeten zugleich den Auftakt des ersten Kongokrieges. Zur gleichen Zeit kehrten auch zirka 500.000 Flüchtlinge aus Tansania nach Ruanda zurück.
Die Situation in den ostkongolesischen Provinzen Nord-Kivu und Süd-Kivu ist seit Jahren instabil. Zum Jahresende 2007 waren dort zirka 600.000 bis 800.000 Menschen auf der Flucht vor den Auseinandersetzungen der Forces Démocratiques de Libération du Rwanda, einer etwa 6000 Mann starken Truppe aus Génocidaires und weiteren Hutu auf der einen Seite sowie einer 4000 bis 6000 Mann starken Tutsi-Kampfgruppe um Laurent Nkunda, die angeblich von Ruanda unterstützt wird, auf der anderen Seite.

### Vergewaltigungsopfer
Die genaue Zahl der Frauen und Mädchen, die während des Völkermords in Ruanda vergewaltigt wurden, ist nicht bekannt. Nach Angaben von UNICEF wird die Zahl der vergewaltigten Mädchen und Frauen auf 250.000 bis 500.000 geschätzt. Die betroffenen Frauen leiden häufig unter sozialer Ächtung, denn auch in Ruanda gelten solche Taten zugleich als persönliche Schande der Opfer. Viele vergewaltigte Frauen sind durch die sexuellen Gewalttaten Mütter geworden – Schätzungen gehen von 2000 bis 5000 Fällen aus. Ein hoher Prozentsatz der Vergewaltigten ist HIV-positiv. Die Behandlung vergewaltigter Frauen, die an AIDS erkrankt sind, scheitert oft an den Kosten für die entsprechenden Medikamente. Personen, die auf Grund des Völkermords interniert sind, werden dagegen behandelt, weil entsprechende Ressourcen bereitgestellt werden.

### Haushalte ohne Erwachsene
1999 gab es in Ruanda schätzungsweise 45.000 bis 60.000 Haushalte, denen Minderjährige vorstanden. Zirka 300.000 Kinder lebten in solchen Haushalten, von denen knapp 90 Prozent von Mädchen geführt wurden, die über kein reguläres Einkommen verfügten. Die Kinder erhielten kaum Hilfen, sondern wurden weitgehend sich selbst überlassen, ohne dass sie in der Lage gewesen wären, die Befriedigung ihrer Grundbedürfnisse sicherzustellen. Die Ausbreitung von AIDS, die durch die Vergewaltigungen während des Völkermords einen Schub erfuhr, machte 160.000 Kinder zu Waisen. Ein Anwachsen dieser Zahl ist zu erwarten. Allein für Kigali wird der Anteil der schwangeren Frauen, die mit HIV infiziert sind, auf 30 Prozent geschätzt. Unmittelbar nach dem Völkermord lag der Frauenanteil in Ruanda durch die Ermordung, Flucht oder Verhaftung von Männern bei zirka 70 Prozent. Unter dem Aspekt der höheren Frauenquote wird der Völkermord in speziellen Publikationen deshalb auch als Genderzid bezeichnet. In bestimmten Gebieten Ruandas führte diese Situation zur Praxis des Männer-Sharing (kwinjira), das neben möglichen persönlichen Konflikten auch neue Gefahren in Bezug auf die Verbreitung von AIDS birgt.

### Jugendliche Täter
Eine Besonderheit des Genozids in Ruanda ist eine große Anzahl jugendlicher Täter. Häufig waren sie über ihre eigenen Taten traumatisiert. Zirka 5000 Jugendliche wurden inhaftiert. Die zum Zeitpunkt der Ereignisse unter Vierzehnjährigen wurden bis 2001 freigelassen. Die fehlende Ausbildung, die Jahre der Haft während der Jugendzeit und der Verlust der Vorbildfunktion der Elterngeneration führen in dieser Gruppe zu einer ausgeprägten Perspektiv- und Orientierungslosigkeit. Eine Rückführung dieser Kinder in ihre Familien ist oft problematisch. Vielfach werden sie aus ökonomischen Gründen oder aus Angst vor Repressionen abgewiesen.

### Religion und Genozid
Ruanda galt bis 1994 als das am stärksten katholische Land in Afrika. 68 Prozent der Bevölkerung zählten vor April 1994 zur katholischen Kirche, 18 Prozent gehörten protestantischen Kirchen an. Ungefähr ein Prozent waren Muslime. Gegen alle christlichen Gemeinschaften mit Ausnahme der Zeugen Jehovas werden Vorwürfe erhoben, in den Völkermord verstrickt gewesen zu sein. In besonderem Maß wird der katholischen Kirche eine indirekte Mitverantwortung vorgeworfen. Sie verfügte über enge Beziehungen zur Machtgruppe um Habyarimana.
Die Vorwürfe umfassen das mehrheitliche Schweigen des Klerus zum Völkermordgeschehen, aber auch Begünstigung von und Aufruf zu Straftaten und in einigen Fällen unmittelbare Täterschaft. So wurde der katholische Priester Athanase Seromba vom Ruanda-Tribunal in erster Instanz wegen Beihilfe zum Völkermord und Verbrechen gegen die Menschlichkeit schuldig gesprochen. Er soll 2000 Menschen in die von ihm verwaltete Kirche gelockt haben. Statt ihnen Zuflucht zu gewähren, habe er jedoch religiöse Symbole entfernt und den Befehl gegeben, das als weltlich deklarierte Gebäude mit einer Planierraupe einzureißen. Die Überlebenden wurden anschließend von Hutu-Soldaten getötet. Kirchen waren häufig Tatorte von Massakern, ohne dass Kirchenvertreter stets eine leitende Rolle gehabt hätten. Alleine in Ruanda wurden jedoch bis 2006 mehr als zwanzig Geistliche für ihre Beteiligung am Genozid angeklagt. Andererseits schützte eine Reihe von Kirchenvertretern Verfolgte und trat der Gewalt vor Ort entgegen. Zugleich zählten mehrere Hundert Kleriker, insbesondere Tutsi und regierungskritische Priester, zu den Opfern der Gewalttaten.
Die Beteiligung am Genozid führte zu einem Vertrauensverlust in die etablierten Kirchen, vielen Kirchenaustritten und einer verstärkten Zuwendung zu Freikirchen und zum Islam. Eine Auseinandersetzung mit dem Schweigen des Klerus und mit der aktiven Beteiligung einiger Kirchenvertreter an Völkermordstraftaten hat bei den betroffenen Kirchen bislang kaum stattgefunden. Es gibt jedoch von einigen Kirchen wie den protestantischen Kirchen Ruandas Schuldbekenntnisse oder Entschuldigungen. 1996 lehnte Papst Johannes Paul II. eine Mitverantwortung der katholischen Kirche für den Völkermord ab. Die Schuld liege allein bei einzelnen Tätern aus den Reihen der Gläubigen. Papst Franziskus bat 2017 hingegen um Vergebung.
Während des Genozids haben Muslime auffällig oft bedrohte Tutsi und Hutu beschützt. Eine umfassende Teilnahme an den Gewalttaten ist nicht bekannt, jedoch gibt es auch Beispiele von Muslimen, die zu Tätern wurden. Als Gruppe waren sie zugleich nicht das Ziel der Gewalt. Viele Ruander hielten sie nicht für Einwohner des Landes, sondern für eine Sondergruppe, die ihre Identität nicht aus dem Bezug zur geografischen Heimat, sondern aus der Gemeinschaft der Muslime herleitete. Die Rettung existenziell bedrohter Menschen und die weitgehende Verweigerung, sich am Genozid zu beteiligen, haben die Wertschätzung der Muslime im postgenozidären Ruanda nachhaltig verbessert. Sie gelten als Beispiel für die anzustrebende nichtethnische, die ruandische Identität. Der Anteil der Muslime ist seit Mitte 1994 sehr stark angestiegen und belief sich im Jahr 2006 auf ungefähr 8,2 Prozent. Eine Rolle spielt auch, durch den Übertritt zum Islam möglichen zukünftigen Gewaltausbrüchen entgehen zu können. Führende Muslime in Ruanda betrachten es als ihre Aufgabe, zur Versöhnung von Tutsi und Hutu beizutragen, und nennen diese Obliegenheit den „Dschihad“ in Ruanda. Islamischer Fundamentalismus wird in Ruanda nicht beobachtet.

### Juristische Aufarbeitung

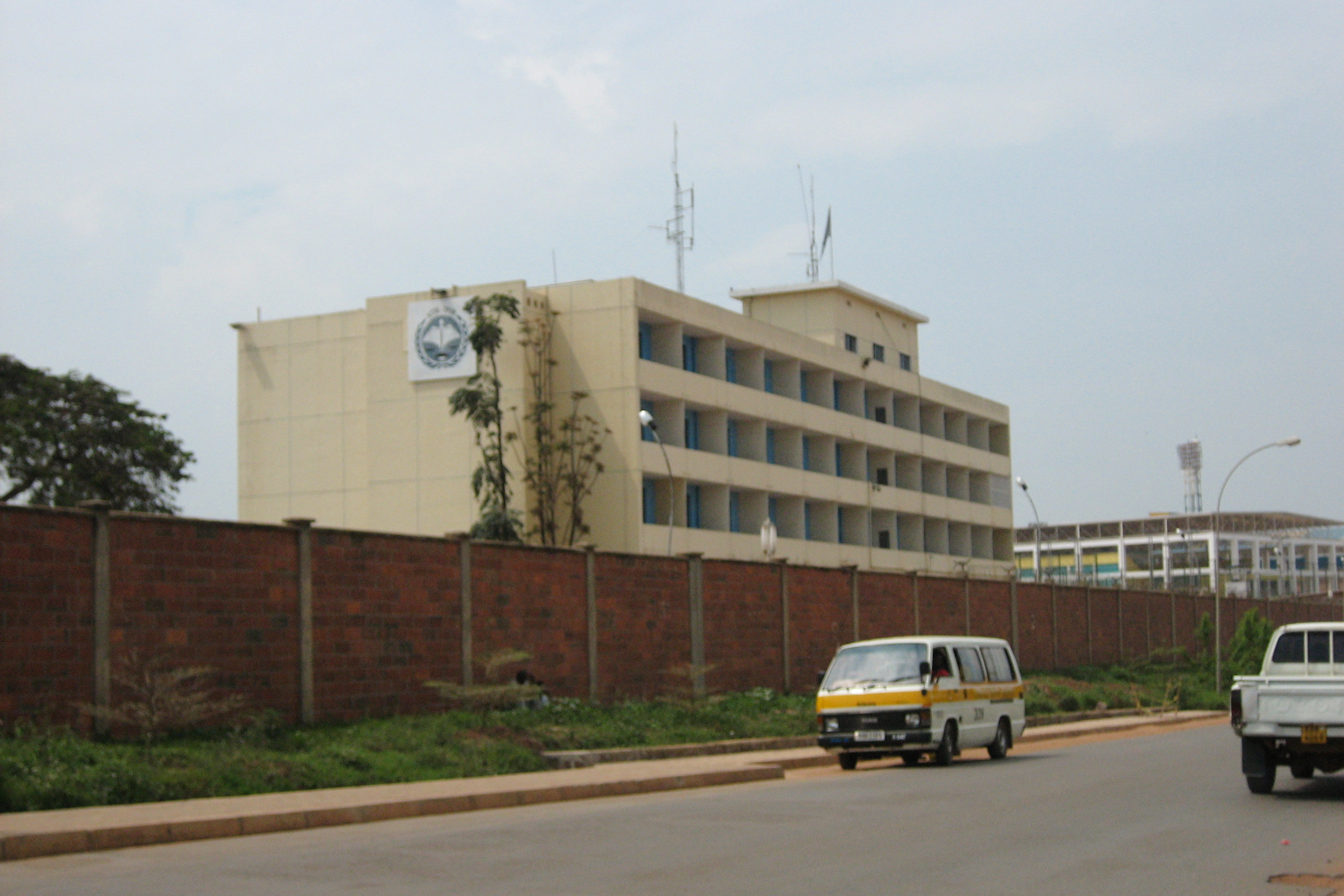
Gebäude des ICTR in Kigali (2007)

Die juristische Aufarbeitung des Völkermords findet auf drei Ebenen statt. Vor dem Internationalen Strafgerichtshof für Ruanda (ICTR) wurden bis 2015 Verfahren gegen hochrangige Planer und Organisatoren des Völkermords verhandelt. Dieses Ad-hoc-Gericht basiert auf einem Beschluss des Sicherheitsrates und führt die entsprechenden Prozesse im tansanischen Arusha. Kritiker halten dem Strafgerichtshof Ineffizienz vor. Seit der Aufnahme seiner Tätigkeit im November 1995 sprach er bis Anfang April 2014 in 75 Fällen Urteile, zwölf davon waren Freisprüche. 16 der 75 Verfahren befanden sich in der Berufung. Darüber hinaus wurden zehn Fälle an nationale Gerichte überwiesen, zwei Angeklagte verstarben vor Prozessende, zwei Anklagen wurden fallengelassen. Kritiker bemängeln, dass die Anzahl der Prozesse trotz eines durchschnittlichen Jahresbudgets von 100 Millionen US-Dollar und über 800 Angestellten relativ niedrig sind. Zu dieser Kritik an mangelnder Effizienz kommt der Vorwurf einer ungenügenden Öffentlichkeitsarbeit hinzu. Kaum jemand in Ruanda und im Ausland interessiere sich für die Prozesse in Arusha. Zugutegehalten wird dem Gericht, dass es Einzelne nicht nur wegen Völkermordverbrechen anklagte, sondern auch aburteilte, dass Jean Kambanda, Staatsoberhaupt während des Genozids, in seinem Verfahren ein umfassendes Schuldeingeständnis formulierte und dass Vergewaltigungen beziehungsweise sexuelle Verstümmelungen als Verbrechen gegen die Menschlichkeit und durch das als richtungsweisend geltende Urteil gegen Jean Paul Akayesu als Völkermordhandlungen anerkannt wurden. Als gemeinsame Nachfolgeeinrichtung des ICTR und des Internationalen Strafgerichtshofs für das ehemalige Jugoslawien fungiert seit Juli 2012 der Internationale Residualmechanismus für die Ad-hoc-Strafgerichtshöfe.
Der Großteil der Täter bleibt der nationalen Gerichtsbarkeit Ruandas überlassen, der zweiten Ebene der juristischen Behandlung des Genozids. Diese ist aber aufgrund der großen Fallzahl nicht in der Lage, für zeitnahe Gerichtsverhandlungen zu sorgen. Den Völkermord überlebten nur wenige Richter. Trotz international geförderter Trainingsprogramme und Aktivitäten zum Wiederaufbau des Justizsystems blieben die Leistungsfähigkeit sowie die Unabhängigkeit der nationalen Gerichte unzureichend. Bis 2004 gab es durch ordentliche ruandische Gerichte etwa 10.000 Urteile, 20 Prozent davon waren Freisprüche, 10 Prozent waren Todesurteile.
Von 2005 bis 2012 fanden daher Völkermordprozesse landesweit in sogenannten Gacaca-Gerichten statt. Zentrales Ziel der Schaffung dieser dritten Ebene war die Beschleunigung der Völkermordprozesse und die Bewältigung ihrer großen Zahl. Sozial anerkannte, gewählte Laienrichter – ihre Gesamtzahl belief sich auf etwa 260.000 – urteilten hier in öffentlichen Versammlungen, die gesetzlich festgelegten Regeln folgten und bei denen mindestens 100 Erwachsene anwesend sein mussten. Es gab in Ruanda zirka 10.000 solcher Gerichte. Neben der Rechtsprechungsfunktion sollten die Gacacas auch soziale Aufgaben erfüllen. Täter und Opfer sollten das Geschehen rekonstruieren, das Leid der Opfer sollte in den Verhandlungen öffentlich sichtbar gemacht werden. Hutu und Tutsi waren dabei nach Möglichkeit miteinander zu versöhnen. Die anfängliche Euphorie wich landesweiter Ernüchterung. Oftmals kam das notwendige Quorum von 100 erwachsenen Anwesenden nicht zusammen, weil an den Verfahren Desinteresse bestand. Häufig wurden die Leiden der Tutsi nicht von den Hutu anerkannt, Hutu fühlten sich kollektiv angeprangert, Entschädigungen für Opfer konnten nicht gezahlt werden, Drohungen gegen Zeugen waren nicht wirksam zu unterbinden, viele Opfer konnten sich nicht an den genauen Tatablauf erinnern, was eine sichere Zuordnung von Gewalttaten zu einzelnen Personen oft unmöglich machte. Skeptische Stimmen fürchteten, dass viele inhaftierte mutmaßliche Täter aufgrund von Amnestien keinen Prozess bekommen würden. Hinzu kam, dass ein Ansteigen der Prozessanzahl erwartet wurde. Statt mit 80.000 Verfahren wurde teilweise mit 1.000.000 Prozessen gerechnet, weil die Schwelle für Anklagen sank. Häufig reichten Denunziation, ein bloßer Verdacht oder das Umlenken von Anklagen auf andere, bisher nicht von der Strafjustiz beachtete Personen. Kritiker der Gacaca-Gerichtsbarkeit stellten vor dem Hintergrund solcher Schätzungen ein Scheitern jeder Versöhnungsabsicht fest, wenn nicht gar den Versuch der in Ruanda Regierenden, die Hutu durch Gacacas kollektiv zu kriminalisieren und auf diese Weise die Herrschaft der Tutsi zu festigen. Trotz dieser Mängel plädierten internationale Beobachter nicht für ein Ende der Gacaca-Gerichtsbarkeit, sondern für ihre schrittweise Verbesserung. Im Juni 2012 stellten die Gacaca-Gerichte ihre Tätigkeit offiziell ein.
Im 2006 eröffneten internationalen Mpanga-Gefängnis mit 8000 Haftplätzen wurden Täter des Völkermordes in Ruanda, aber auch vom Sondergerichtshof für Sierra Leone verurteilte Personen inhaftiert. Die Gefangenen aus Ruanda wurden in einem gesonderten Trakt untergebracht.
Ephraim Nkezabera, der sogenannte „Bankier des Genozids“ wurde 2004 in Brüssel verhaftet. Dem ehemaligen Bankdirektor wurde neben verschiedenen Kriegsverbrechen auch vorgeworfen, die Interahamwe-Milizen finanziert und ausgerüstet zu haben, sowie an der Finanzierung des Senders Radio-Télévision Libre des Mille Collines beteiligt gewesen zu sein. 2009 wurde er von einem belgischen Gericht wegen Kriegsverbrechen zu 30 Jahren Gefängnis verurteilt.
Im Mai 2020 nahm die französische Polizei den unter falscher Identität in Asnières-sur-Seine lebenden, per internationalen Haftbefehl gesuchten, Félicien Kabuga fest. Der Internationale Strafgerichtshof für Ruanda hatte ihn unter dem Vorwurf angeklagt, die Interahamwe-Miliz gegründet zu haben. Kabuga wird von Medien als Finanzier des Völkermords bezeichnet.

### Gedenkstätten

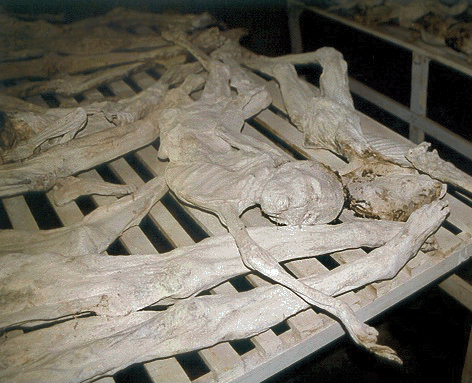
Mumifizierte und eingekalkte Körper von Opfern des Völkermords im Murambi-Genozid-Erinnerungszentrum (2001)

In vielen Landesteilen gibt es seit 1995 Gedenkstätten zur Erinnerung an den Völkermord. In der nationalen Gedenkwoche, einer Woche im April, werden neue Erinnerungsorte eingeweiht und bestehende für kollektive Trauer- und Gedenkveranstaltungen genutzt. Der ruandische Staat konzentriert sich in seiner Arbeit auf sieben derartige Einrichtungen. Sie werden mit Hilfe ausländischer Partner als Orte der Trauer, der Erinnerung, der Reflexion, des Austauschs, des Lernens und der Prävention ausgebaut und gepflegt. Das zentrale Museum dieser Art, das Kigali Genocide Memorial, wurde 2004 in der ruandischen Hauptstadt eröffnet. Die Gemeinschaftsgräber dieser Einrichtung beherbergen die Überreste von zirka 250.000 Menschen. Ein Teil der Anlage ist das nationale Dokumentationszentrum zum Genozid. Zu den sieben zentralen Gedenkstätten, darunter das Murambi-Genozid-Erinnerungszentrum, kommen zirka 200 regionale und lokale hinzu. Sie befinden sich an Orten, an denen während des Völkermords größere Gruppen von Menschen ermordet wurden.
Durch die Gestaltung der Gedenkstätten wird eine politische und diskursive Absicht verfolgt. Vielfach sind bewusst Hunderte von Knochen sichtbar ausgestellt. Sie dienen als materielle Beweise für die umfangreichen Gewalttaten. Die Leugnung und Verharmlosung des Genozids soll auf diese Weise erschwert werden.
Die öffentliche Präsentation der sterblichen Überreste rief außerhalb und vor allem innerhalb Ruandas Kritik hervor. Eine solche Praxis verstoße gegen ruandische Traditionen im Umgang mit Toten, die vorsehen, die sterblichen Überreste Verstorbener möglichst rasch und unauffällig beizusetzen. Die in Gedenkstätten beigesetzten Opfer sind ausschließlich Tutsi, Hutu werden dort nicht bestattet. Dies sei eine Diskriminierung von Opfergruppen. Viele Hutu sind darüber verärgert, dass sie hier kaum als Opfer wahrgenommen werden, obgleich sie durch Bürgerkrieg, Flüchtlingselend und Racheakte Schaden genommen haben. Den Regierenden wird außerdem unterstellt, sie instrumentalisierten die Erinnerung an den Völkermord bei der Einwerbung von Mitteln für die Entwicklungszusammenarbeit. Durch die Anlage und Pflege von Genozidgedenkstätten werde in internationalen Geberinstitutionen das schlechte Gewissen über die passive Haltung der Weltgemeinschaft zwischen April und Juli 1994 aufrechterhalten.

### Versöhnungspolitik

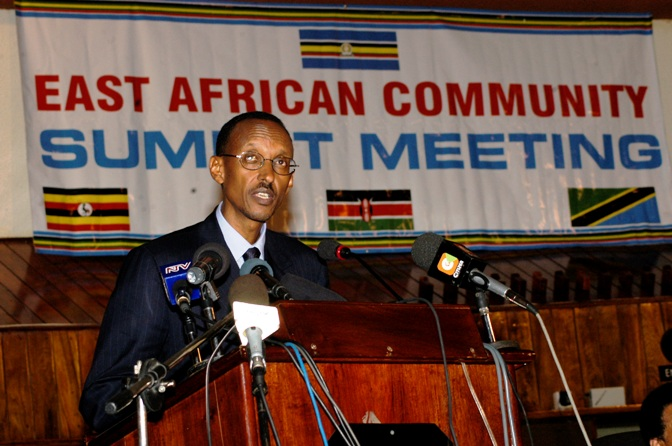
Paul Kagame (2006)

Die Regierung Ruandas unter der Führung der RPF versuchte nach dem Ende des Völkermords eine Politik des Wiederaufbaus und der Versöhnung. Diese Politik, von Paul Kagame wesentlich geprägt, war von der Abwehr der Gefahr durch Hutu-Extremisten beeinflusst, die von Zaire aus Ruanda destabilisieren und rückerobern wollten. Diese Bedrohung und die Erfahrung des Völkermords führten zur Herausbildung eines ausgeprägten Sicherheitsbedürfnisses, das die Ablehnung innenpolitischer Demokratisierungsforderungen wesentlich mit beeinflusst. Internationale Beobachter kritisieren erhebliche Mängel, wenn es um die Wahrung von Menschenrechten sowie um Presse- und Meinungsfreiheit geht.
Öffentlich darf in Ruanda nur von Banyarwanda, von Ruandern, nicht mehr von Tutsi, Twa oder Hutu gesprochen werden. Die Regierung hat entsprechende Eintragungen in den Personalpapieren abgeschafft. Wer mit Bezug auf die Gegenwart mit ethnischen Begriffen argumentiert, kann wegen „Divisionismus“, also der gezielten Spaltung der Bevölkerung, angeklagt werden. Zugleich zeigen Umfragen, dass die Bevölkerung sehr wohl in ethnischen Kategorien denkt und mit ihnen Menschen unterscheidet.
Viele Ruander beteiligen sich nicht an politischen Diskussionen, weil sie fürchten, bei nicht-konformen Meinungsäußerungen mit dem Vorwurf der Beteiligung am Völkermord bestraft zu werden. Partizipationsangebote – wie die Erörterung der Verfassung, die Planung der Gacaca-Gerichtsbarkeit oder das Engagement in den seit 1999 von der Nationalen Kommission für Einheit und Versöhnung landesweit organisierten Aussöhnungsforen – werden darum nur bedingt angenommen. Die Legitimation der Regierung in der internationalen Gemeinschaft, bei Geberinstitutionen und bei Teilen der Bevölkerung sank durch die unübersehbare Dominanz der RPF im politischen Raum und durch die Interventionen im Kongo.
Die Trennlinien der Gesellschaft zwischen Hutu und Tutsi sind nicht überwunden. Die Twa führen weiterhin ein soziales und politisches Schattendasein und sind kaum in der Lage, ihre Interessen zu artikulieren. Trennlinien sind zudem erkennbar zwischen Tutsi, die den Völkermord in Ruanda überlebt haben, und Tutsi, die nach Mitte 1994 aus dem Ausland zurückgekehrt sind. Diese Verwerfungen konnten bisher (Stand 2020) durch neu eingeführte nationale Symbole – dazu gehören die Hymne und die Flagge – und eine Neuordnung der Verwaltungsgliederung Ruandas nicht überdeckt werden.

### Ermittlungen und Klagen gegen RPF-Vertreter
Gegen Paul Kagame und weitere Leitungskräfte der RPF sind wiederholt Ermittlungen aufgenommen und Klagen erhoben worden, weil der Verdacht besteht, dass dieser Personenkreis führend an Verbrechen beteiligt gewesen ist. Am ICTR hat die Schweizerin Carla Del Ponte im Jahr 2000 Ermittlungen gegen RPF-Mitglieder initiiert, die im Verdacht stehen, während des Bürgerkriegs und anschließend schwere Verbrechen begangen zu haben. Diese Ermittlungen, die nicht abgeschlossen wurden, stießen bei der ruandischen Regierung auf Missfallen. Das soll 2003 mit zur Ablösung del Pontes als Chefanklägerin des ICTR beigetragen haben. Der französische Ermittlungsrichter Jean-Louis Bruguière erhob gegen den ruandischen Präsidenten und neun weitere Personen Anklage. Sie werden für den Abschuss der Präsidentenmaschine am 6. April 1994 verantwortlich gemacht und damit für die Ermordung der Crew und aller Insassen des Flugzeugs. Die Anklage führte zum Abbruch der diplomatischen Beziehungen zwischen Frankreich und Ruanda. Im Februar 2008 wurden in Spanien internationale Haftbefehle gegen 40 Angehörige der RPF ausgestellt. Die Gesuchten werden beschuldigt, in Ruanda und Zaire schwere Verbrechen begangen zu haben. Kagame zählt zum Kreis der Beschuldigten. Die ruandische Regierung sprach von einer Kampagne, die von Hutu-Extremisten inszeniert worden sei. Im November 2008 gerieten die Beziehungen von Deutschland und Ruanda in eine Krise. Deutsche Behörden hatten zuvor Rose Kabuye, eine Vertraute Kagames sowie ehemals ranghohes Mitglied der RPF, festgenommen und an Frankreich ausgeliefert. Die französischen Behörden werfen ihr die Beteiligung am Abschuss der Maschine von Juvénal Habyarimana vor.

### Rolle Frankreichs beim Völkermord
Der ruandischen Regierung zufolge liegt ein Bericht vor, der zwanzig französischen Militärangehörigen sowie zwölf Politikern, darunter Édouard Balladur, Alain Juppé und François Mitterrand, eine führende Rolle bei der Durchführung der Massaker zuweist. Im August 2008 folgte als Reaktion Ruandas die Drohung, internationale Haftbefehle gegen hochrangige französische Offizielle zu erlassen. In einer ersten Reaktion von französischer Seite wurden sämtliche Anschuldigungen entschieden zurückgewiesen.
Frankreich unterhielt seit der Hutu-Revolution enge Kontakte zur Regierung und betrachtete Ruanda als wesentlichen Teil der Frankophonie und damit des eigenen Einflussbereichs in Afrika. Die Übergriffe der RPF wurden als „anglophone“ Aggression und Bedrohung empfunden, als Versuch, Ruanda zu übernehmen und aus dem französischen Einflussbereich herauszulösen. In diesem Zusammenhang wurde Frankreich auch beschuldigt, mit der légion présidentielle einen Stab für Strategie und psychologische Kriegführung innerhalb der ruandischen Armee geschaffen zu haben, der nur auf Weisung Mitterrands gehandelt habe. Nach Beginn des Völkermords seien überdies zahlreiche französische Militärs im Lande geblieben. Sie seien in ruandische Hutu-Armeeeinheiten eingegliedert worden, die aktiv am Völkermord teilnahmen. Nach einer Verlautbarung des ruandischen Justizministeriums sollen französische Soldaten auch im Rahmen der Opération Turquoise aktiv an den Massakern teilgenommen haben. Im April 2019 teilte der französische Präsident Emmanuel Macron mit, er habe eine Historikerkommission damit beauftragt, „alle französischen Archive in Bezug auf Ruanda zwischen 1990 und 1994“ einzusehen und einen Bericht zur Rolle Frankreichs zu erarbeiten. Diese Historikerkommission betonte in dem im März 2021 veröffentlichten Abschlussbericht, Frankreich trage eine „schwere und erdrückende Verantwortung“ für den Genozid. Die Historiker bewerteten Frankreichs Agieren als „Blindheit“ und „Versagen“, weil es den Völkermord nicht verhindert habe. Unter dem damaligen Präsidenten François Mitterrand habe das Land „bedingungslos“ das „rassistische, korrupte und gewalttätige“ Regime Juvénal Habyarimanas unterstützt. Mitterrand habe enge persönliche Beziehungen zu Habyarimana unterhalten und diesen mehrfach in Paris empfangen. Eine „Mittäterschaft“ Frankreichs an den Tötungen konnte die Kommission nicht nachweisen.
Staatspräsident Macron sagte im Mai 2021 bei einem Staatsbesuch in Ruanda, nichts könne einen Völkermord entschuldigen. Er hoffe auf Vergebung.

### Deutungen und Debatten
Die Ereignisse in Ruanda zwischen April und Juli 1994 wurden von Politik und Publizistik zunächst fast durchweg als „Stammesfehde“ bezeichnet. Uralter Hass sei mit einer Plötzlichkeit und Heftigkeit ausgebrochen, die die Betrachter kopfschüttelnd zurückließen.
Relativ rasch deuteten Menschenrechtler und Wissenschaftler das Geschehen ganz anders. Die Gewalt sei modern, systematisch und beabsichtigt gewesen. Ein bestimmter Kreis extremistischer Hutu-Politiker habe sie geplant und sie gezielt gegen eine rassisch definierte Minderheit gelenkt. Für die Freisetzung der Gewalt habe dieser Kreis moderne, in der Kolonialzeit manipulierte ethnische Kategorien genutzt sowie eine moderne Ideologie des ethnischen Nationalismus. Auch hätten diese Politiker gezielt die staatlichen Strukturen Ruandas zur Umsetzung ihrer Politik benutzt. Das Land habe keinen Rückfall in Tribalismus erlebt, sondern einen modernen Völkermord.
Es gibt in der Literatur über den Völkermord in Ruanda keinen Konsens, was die Ursachen der Gewalt angeht. Es lassen sich drei große Erklärungsmuster unterscheiden. Das erste betrachtet den Völkermord als eine Maßnahme, zu der eine in ihrer politischen Macht existenziell herausgeforderte Gruppe – das „kleine Haus“ (akazu) – griff, um den drohenden Machtverlust abzuwenden. Der Völkermord erscheint damit als Manipulation einer Elite. Ein zweiter Erklärungsansatz bezieht sich auf die natürlichen Ressourcen Ruandas, die sich vor dem Völkermord immer rascher und dramatischer verknappten. Landknappheit, weitgehend fehlende Existenzgrundlagen außerhalb der Landwirtschaft, zugleich hohe Geburtenraten und letztlich eine „Überbevölkerung“ seien die entscheidenden Antriebskräfte der Völkermord-Gewalt gewesen. Ein drittes Erklärungsmuster rückt Annahmen über kulturelle Eigenheiten Ruandas und angeblich charakteristische sozialpsychologische Eigenschaften seiner Bewohner in den Mittelpunkt. Ruander seien es gewohnt gewesen, Befehlen fraglos zu folgen. Ein regelrechter Hang zum Gehorsam sei weit verbreitet. Dieser charakteristische Zug habe die Einbindung von Hunderttausenden als Täter möglich gemacht.
Viele Studien befassen sich mit der Verantwortung der internationalen Gemeinschaft für den Völkermord. Ein Großteil der Autoren kritisiert das Agieren der wesentlichen internationalen Akteure scharf. Der frühe Rückzug der UNAMIR und die wochenlange Inaktivität der entscheidenden internationalen Akteure hätten eine Mitverantwortung der Weltgemeinschaft für den Völkermord zur Folge. Möglichkeiten einer raschen Beendigung seien nicht genutzt worden, obwohl das Ausmaß der Gewalt frühzeitig bekannt gewesen sei.
Der Politikwissenschaftler Alan J. Kuperman stellte zentrale Annahmen dieser Kritik an der Weltgemeinschaft in Frage. Er betont, frühzeitig habe es keine eindeutigen Beweise für einen Völkermord in Ruanda gegeben. Die Gewalttaten seien lange als Bürgerkriegserscheinungen interpretiert worden. Zudem hätte eine erfolgversprechende Intervention einige Wochen an logistischem Vorlauf benötigt. In dieser Zeit seien mindestens die Hälfte der Opfer bereits getötet worden. Die amerikanische Historikerin Alison Des Forges widersprach Kuperman entschieden.
In den publizistischen Auseinandersetzungen spielt gelegentlich eine Rolle, inwieweit die Gewalttaten der RPF gegen Hutu ebenfalls als Völkermord einzuordnen seien. Wäre dies der Fall, müsse man von zwei, eventuell sogar von drei Völkermorden sprechen; einer hätte den Tutsi und den gemäßigten Hutu gegolten, dem zweiten seien Hutu innerhalb Ruandas zum Opfer gefallen, als die RPF die politische und militärische Macht übernahm, und der dritte Genozid sei in den Lagern Ostzaires an Hutu-Flüchtlingen begangen worden. Eine empirische Studie hat diese Frage untersucht. Der Autor berichtet über stark abweichende Tötungsmuster. Nur die Gewalt an den Tutsi und den oppositionellen Hutu sei ein Völkermord gewesen. Die Gewalt gegen die Hutu sei mit den Begriffen Terror beziehungsweise Massaker, nicht aber mit dem Begriff Genozid korrekt bezeichnet.
Anfang Oktober 2010 erschien ein Bericht des UNHCHR. Ruanda wird darin vorgeworfen, schwere Menschenrechtsverletzungen im Kongo begangen zu haben bzw. an diesen beteiligt gewesen zu sein. Nach dem Bericht gebe es Indizien dafür, dass die von Ruandas Regierung unterstützen Milizen dort Völkermord verübt hätten. Opfer seien Hutu gewesen, insbesondere Kinder, Frauen, Alte und Kranke. Ruanda wies den Bericht zurück.
Im Januar 2012 kam ein Bericht des französischen Untersuchungsrichters Marc Trévidic zu dem Ergebnis, dass das Flugzeug von Präsident Habyarimana 1994 durch eine Hutu-Rakete getroffen worden sei. Trévidic führte seine Ermittlungen mit Hilfe mehrerer Flug- und Ballistikexperten vor Ort durch. Die Rakete ist den Untersuchungen zufolge nicht aus einer Stellung der Tutsi-Rebellen abgefeuert worden, sondern aus dem Militärcamp Kanombé, also von Habyarimanas Regierungstruppen. Das Attentat auf Habyarimana hätte Hutu-Extremisten als Vorwand für den Genozid gedient.

## Erfahrungsberichte, Bücher und künstlerische Verarbeitungen

### Dokumentarfilme
Der Völkermord in Ruanda ist Gegenstand mehrerer Dokumentarfilme. 1994 fertigte Ulrich Harbecke für die Sendereihe Gott und die Welt des Westdeutschen Rundfunks die Dokumentation Requiem für Ruanda an. Ein Jahr später erschien die TV-Dokumentation Rwanda, how history can lead to genocide von Robert Genoud. Für die Reportage Der Mörder meiner Mutter. Eine Frau will Gerechtigkeit wurde Martin Buchholz im Jahr 2003 mit dem Adolf-Grimme-Preis ausgezeichnet. Im Mittelpunkt steht Eugénie Musayidire, Tochter einer während des Völkermords in Ruanda ermordeten Tutsi, die den Mörder ihrer Mutter sucht und bei der Gerichtsverhandlung gegen ihn anwesend ist. Greg Baker drehte den Dokumentarfilm Ghosts of Rwanda. für den nicht-kommerziellen amerikanischen Fernsehsender Public Broadcasting Service, der im Jahr 2004 erschien. Die vielfach ausgezeichnete Dokumentation The Last Just Man des aus Südafrika stammenden Regisseurs und Filmemachers Steven Silver über Roméo Dallaire erschien 2002. Roméo Dallaire steht auch im Mittelpunkt der kanadischen Produktion Shake Hands with the Devil – The Journey of Roméo Dallaire, die ebenfalls zehn Jahre nach dem Völkermord erschien. 2005 wurde die Dokumentation Kigali – Bilder gegen ein Massaker von Jean-Christophe Klotz veröffentlicht, der 1994 vor Ort war und verwundet wurde. In seiner Arbeit setzt der französische Journalist sich mit der Verwendung von TV-Material durch Medien und Politik auseinander. Wir kamen um zu helfen, ein Film von Thomas Gisler, beleuchtet die Rolle der Entwicklungshelfer, insbesondere der heutigen Direktion für Entwicklung und Zusammenarbeit (DEZA), durch Erfahrungsberichte von Mitarbeitern vor Ort im Zeitraum von 1960 bis zum Völkermord. Er geht der Frage nach, wie die damaligen Mitarbeiter vor Ort und die Entwicklungshilfe insgesamt sich im Angesicht der gesellschaftlichen Spannungen in Ruanda vor dem Genozid verhielten. Der Film wurde vom Historiker Lukas Zürcher begleitet.

### Spielfilme und Serien
Auch Spielfilme befassen sich mit dem Völkermord. 2001 entstand die ruandisch-britische Koproduktion 100 Days, die von dem früheren BBC-Reporter Nick Hughes mit vornehmlich ruandischen Schauspielern in Ruanda gedreht und vom ruandischen Filmemacher Eric Kabera produziert wurde. Don Cheadle, Sophie Okonedo und Nick Nolte sind die Hauptdarsteller in Hotel Ruanda, einer internationalen preisgekrönten Produktion des Jahres 2004, die die Geschichte von Paul Rusesabagina und das Verhalten der Weltöffentlichkeit schildert. Die deutsch-britische Produktion Shooting Dogs erschien ein Jahr später und kreist um das Massaker an der École Technique Officielle. Als das Morden begann (Sometimes in April) ist ein Film des Regisseurs Raoul Peck. Diese 2005 veröffentlichte Produktion stellt das Schicksal zweier Brüder dar, von denen einer zum Täter, der andere zum Opfer der Gewalttaten wird. Roméo Dallaires Shake Hands with the Devil wurde 2006 mit Roy Dupuis in der Hauptrolle verfilmt und im September 2007 veröffentlicht. 2009 entstand unter der Regie von Philippe Van Leeuw das Drama Ruanda – The Day God Walked Away, in welchem eine junge Frau in den Dschungel flüchtet und sich während des Genozids dort versteckt.
Im Januar 2019 veröffentlichte Netflix die Serie Black Earth Rising. Darin wird die Geschichte des Genozids in fiktiven Fällen gegen ruandische Kriegsverbrecher behandelt. Die Serie spielt in England, am internationalen Strafgerichtshof in Den Haag (Niederlande) und Ruanda. Drehbuchautor und Produzent war Hugo Blick. Die Serie entstand aus einer Kooperation zwischen Netflix und BBC Two.

### Reportagen, Erfahrungsberichte, Sachbücher
Die in London ansässige Organisation African Rights veröffentlichte bereits 1994 eine umfangreiche, in späteren Auflagen über tausendseitige Dokumentation mit dem Titel Rwanda. Death, Despair, and Defiance, die im Wesentlichen Augenzeugenberichte Überlebender enthält. In den nachfolgenden Jahren erschienen weitere Bände mit Zeugnissen von Überlebenden und am Völkermord Beteiligten, die speziellen Aspekten des Völkermordes gewidmet waren, so etwa der Rolle der Frauen und der Kirchen. Darüber hinaus gibt African Rights die Dokumentations-Reihe Witness to Genocide heraus, die Einzelschicksalen Raum gibt.
Der irische Journalist Fergal Keane gewann 1995 den britischen Orwell-Preis für das beste politische Buch für den Reportageband Season of Blood, der von seinen Beobachtungen und Erlebnissen während einer Reise nach Ruanda 1994 erzählt.
Der amerikanische Journalist Philip Gourevitch veröffentlichte 1998 das mit einer Reihe von Preisen ausgezeichnete Sachbuch Wir möchten Ihnen mitteilen, daß wir morgen mit unseren Familien umgebracht werden.
Roméo Dallaire, der Befehlshaber der UNAMIR-Mission in Ruanda zur Zeit des Völkermords, veröffentlichte 2003 seinen Ruanda-Bericht Shake Hands with the Devil: The Failure of Humanity in Rwanda (dt. 2005: Handschlag mit dem Teufel. Die Mitschuld der Weltgemeinschaft am Völkermord in Ruanda). In ihm beschreibt er die Vorgeschichte des Völkermordes. Er schreibt über die Aktivitäten seiner wenigen ihm nach dem Abzug verbliebenen UNAMIR-Soldaten im Frühjahr 1994 und setzt sich sehr kritisch mit dem Verhalten der Völkergemeinschaft angesichts einer absehbaren Katastrophe auseinander.
Von Jean Hatzfeld liegen seit 2004 zwei Bücher zum Völkermord in deutscher Übersetzung vor. Beide stützen sich auf ausführliche Interviews. Das erste – Nur das nackte Leben – basiert auf Gesprächen mit 14 überlebenden Tutsi aus Nyamata, einer Region südlich von Kigali. Das zweite mit dem Titel Zeit der Macheten verarbeitet Interviews mit zehn Tätern aus dieser Gegend.
Im Jahr 2006 erschien der Bericht Aschenblüte. Ich wurde gerettet, damit ich erzählen kann von Immaculée Ilibagiza. Zur Zeit des Genozids Studentin, überlebte sie mit weiteren Tutsi durch die Hilfe eines Hutu-Pastors. Die Gewalterfahrungen und den Verlust ihrer Familie verarbeitete sie in ihrem christlichen Glauben.
Esther Mujawayo, Soziologin, Therapeutin und Mitgründerin einer Witwenorganisation, veröffentlichte in Deutschland zwei Bücher über den Genozid und seine Folgen. In Ein Leben mehr schildert sie unter anderem die Folgen der Gewalt für Frauen. Ihre Erfahrungsberichte und die Schilderungen vieler weiterer Frauen werden ergänzt durch die Darstellung historischer Ursachen und Vorläufer der Gewalt sowie durch die deutliche Kritik an der passiven Weltgemeinschaft. In Auf der Suche nach Stéphanie schilderte die Autorin ihre im Jahr 2006 unternommene Reise nach Ruanda. Sie versuchte, die sterblichen Überreste ihrer Schwester und deren Kinder zu finden und bestatten zu lassen. Dieser Versuch scheiterte, weil die Täter und Zuschauer zu Gesprächen über die Gewalttaten nicht bereit waren. Die Autorin beschrieb zudem die unterschiedlichen Strategien des Umgangs der Überlebenden mit dem Völkermord, die sie in vielen Gesprächen mit Tutsi kennen gelernt hatte.
Annick Kayitesi präsentierte ihre Erfahrungen im Buch Wie Phönix aus der Asche. Während des Genozids erlebte die 1979 geborene Autorin die Ermordung ihrer Mutter mit. Sie selbst kam aufgrund einer Notlüge mit dem Leben davon. Hutu missbrauchten sie jedoch als Sklavin. Gemeinsam mit ihrer Schwester gelang ihr schließlich die Flucht bis nach Frankreich.

### Literarische Verarbeitungen und Theater
Die Geschehnisse im Frühjahr und Sommer des Jahres 1994 sind inzwischen verschiedentlich literarisch verarbeitet worden. Ein ungewöhnliches Konzept stellte das vom tschadischen Journalisten Nocky Djedanoum ins Leben gerufene Literaturprojekt Ruanda – Schreiben aus der Pflicht zu erinnern dar. Es sollte dem Schweigen auch afrikanischer Intellektueller angesichts des Völkermordes Rechnung tragen und ermöglichte 1998 zehn afrikanischen Schriftstellern einen Aufenthalt in Ruanda. Daraus entstanden zehn fiktionale Texte, darunter ein preisgekrönter Roman des senegalesischen Schriftstellers Boubacar Boris Diop. Bislang sind drei dieser Texte – der Roman L’Ombre d’Imana von Véronique Tadjo aus der Elfenbeinküste, Moisson de crânes von Abdourahman Waberi aus Dschibuti und Big Chiefs von Meja Mwangi aus Kenia – in deutscher Übersetzung erschienen.
Einige weitere Bücher über den Genozid liegen auf Deutsch vor. Der kanadische Journalist Gil Courtemanche hat den Völkermord im Roman Ein Sonntag am Pool in Kigali verarbeitet. Die Erzählung ist um eine Liebesgeschichte zwischen einer Hutu, die für eine Tutsi gehalten wird, und einem kanadischen Journalisten zentriert. Im Jahr 2006 kam A Sunday in Kigali, die Verfilmung dieses Romans, in die Kinos. Die deutsche Kinder- und Sachbuchautorin Hanna Jansen schildert die Ereignisse in Über tausend Hügel wandere ich mit dir, indem sie die Perspektive eines Tutsi-Mädchens in den Mittelpunkt stellt, das die Ausrottung ihrer Familie überlebt. Die Erziehungswissenschaftlerin und Mitarbeiterin der Initiative Pro Afrika, Anke Poenicke, veröffentlichte 2004 das Kinderbuch Agathe. Eine Berlinerin aus Ruanda. Es erzählt die Geschichte der elfjährigen Agathe in Berlin, die sich mit ihrer Familiengeschichte und damit auch mit dem ruandischen Genozid auseinanderzusetzen beginnt und dabei mit der Gleichgültigkeit der westlichen Welt gegenüber diesem Ereignis konfrontiert wird. 2007 erschien die deutsche Übersetzung des zwei Jahre zuvor veröffentlichten Romans Die Optimisten des britischen Schriftstellers Andrew Miller. Die Geschichte des Reporter Clem Glass, der schwer traumatisiert aus Ruanda nach Hause zurückkehrt und keinen Weg mehr ins normale Leben findet, illustriert, wie die ruandische Tragödie sich auch in europäischen Schicksalen niederschlägt. Der Roman Hundert Tage des Dramatikers Lukas Bärfuss befasst sich mit den Ereignissen aus der Sicht eines Schweizer Entwicklungshelfers (Direktion für Entwicklung und Zusammenarbeit) in Ruanda und der Rolle der Entwicklungshilfe; diese habe über Jahrzehnte das Regime Habyarimanas ungeachtet der Korruption und der menschenrechtlichen Defizite unterstützt und damit den Völkermord mitermöglicht. Die Rolle der Schweiz als Entwicklungshelferin in der Schweiz Afrikas im Zusammenhang mit dem Völkermord wurde durch Bundesrat Flavio Cotti in einer Studiengruppe um Joseph Voyame aufgearbeitet. Dazu folgten mehrere Anfragen im Parlament. Ähnlich faktenreich erzählt auch Rainer Wochele in seinem Roman Der General und der Clown: Im Zentrum seines Buches steht der Kommandeur der UN-Blauhelmgruppe, die, obwohl sie das grauenvolle Morden mit allen militärischen Mitteln stoppen will, aufgrund politischer Weisungen zum Zuschauen verdammt ist. Der deutsche Reporter Hans Christoph Buch verarbeitete im Roman Kain und Abel in Afrika seine persönliche Erfahrung des Völkermordes in Ruanda.
Der Schweizer Journalist Milo Rau inszenierte 2011 unter anderem im Berliner Hebbel am Ufer das Stück Hate Radio.
Auch der 2019 erschienene Roman Schutzzone von Nora Bossong umkreist das Thema des Genozids in Burundi und Ruanda – und die Aufarbeitung durch die Vereinten Nationen.

### Musik
Der belgische Hip-Hop- und Electromusiker Stromae setzt sich in seinem Song Papaoutai mit der inneren Suche nach seinem Vater, der 1994 Opfer des Völkermords geworden war, auseinander. Stromae offenbarte, dass dieser Verlust ihn bis zu seiner Musikkarriere verfolgt, ihn jedoch auch zum Schreiben vieler seiner Songs inspiriert hat.

## Anhang